# Synesios von Kyrene

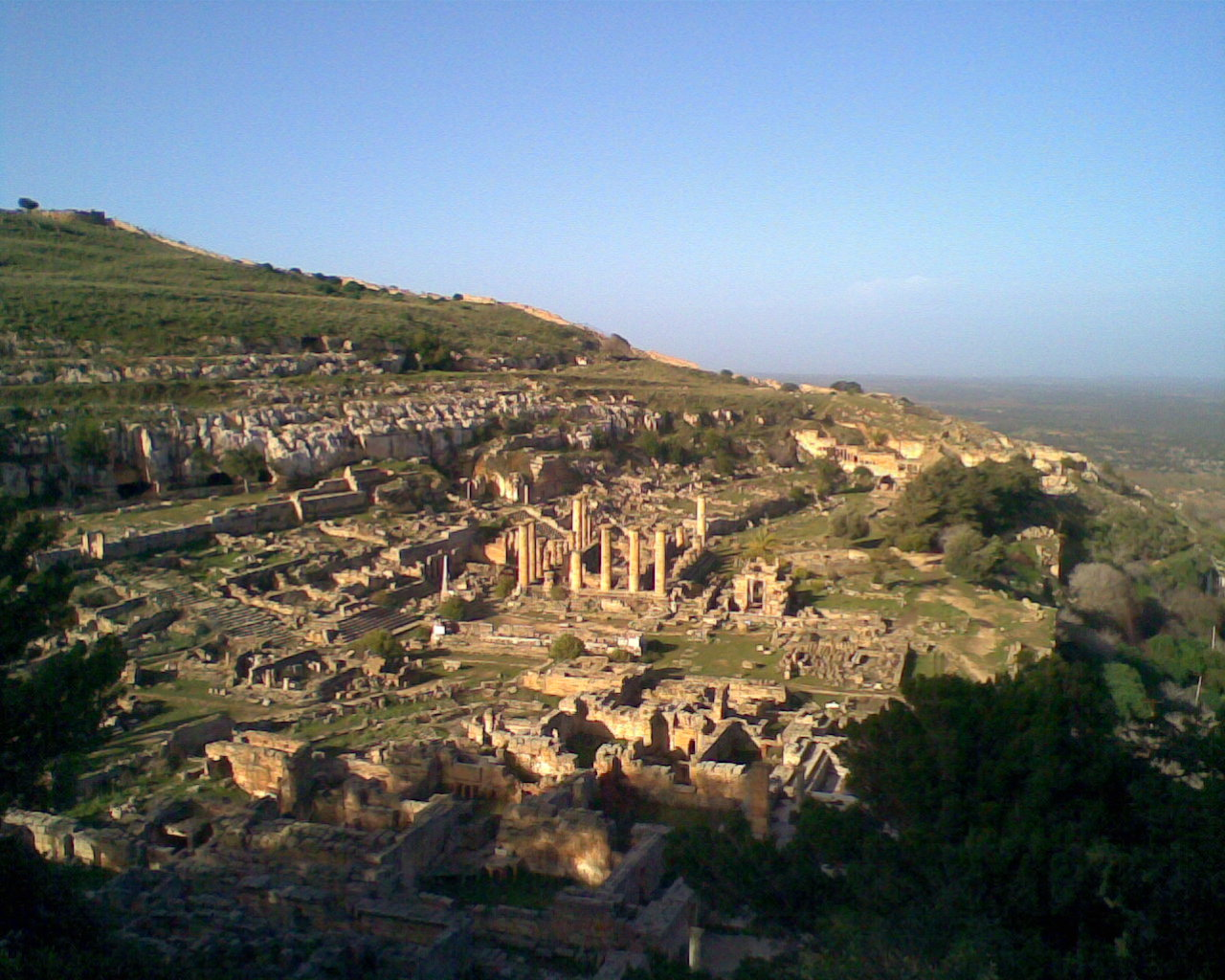
Ruinen von Synesios’ Heimatstadt Kyrene

Synesios von Kyrene (altgriechisch Συνέσιος Synésios; * um 370; † nach 412) war ein spätantiker griechischer Philosoph, Schriftsteller und Dichter. Er stammte aus einer vornehmen Familie der Stadt Kyrene im Osten des heutigen Libyen. Ab 411/12 amtierte er als Bischof der Provinzhauptstadt Ptolemais in seiner Heimatregion, der Kyrenaika.
Synesios war maßgeblich vom Neuplatonismus geprägt, der damals die vorherrschende philosophische Schulrichtung war. Eine wesentliche Rolle spielte dabei der Einfluss der paganen Neuplatonikerin Hypatia, bei der er seine philosophische Ausbildung erhielt und mit der er eng  befreundet blieb. Da er zugleich Christ war, sah sich Synesios vor die Aufgabe gestellt, das platonische Welt- und Menschenbild mit dem christlichen Glauben in Einklang zu bringen. Die synkretistische Religiosität, die sich daraus ergab, kommt in seinen Hymnen und seiner Korrespondenz zum Ausdruck. Die Verbindung von philosophischem Erkenntnisstreben und literarisch-musischer Aktivität stellte für ihn die ideale Lebensform dar, für die er als Schriftsteller eintrat.
Als Gesandter seiner Heimatprovinz Libya superior weilte Synesios drei Jahre lang in Konstantinopel, der Hauptstadt des Oströmischen Reichs. In den Machtkämpfen am dortigen Kaiserhof ergriff er entschieden Partei und stellte seine schriftstellerische Begabung in den Dienst seiner politischen Überzeugung. Nach seiner Rückkehr beteiligte er sich energisch an der militärischen Sicherung seiner Heimat. Vehement trat er gegen Willkür und Korruption in der Verwaltung auf. In seiner politischen Philosophie berief er sich auf ein Tugendideal und Herrscherbild, das sich an einer verklärten fernen Vergangenheit orientierte.
Neben Hymnen und Briefen verfasste Synesios auch Reden, Predigten, einen Roman und Abhandlungen über unterschiedliche Themen. Seine „Königsrede“ ist eine wichtige Quelle für die politische Ideengeschichte. Die Briefe galten im Mittelalter und in der Frühen Neuzeit im griechischen Sprachraum als stilistisch vorbildlich.
Die moderne geistesgeschichtliche Forschung hat der von Synesios versuchten Synthese von Platonismus und Christentum viel Beachtung geschenkt. Ein unter Historikern kontrovers erörtertes Thema ist die Frage, was von Synesios’ Darstellung seiner Zeit als Niedergangsepoche zu halten ist. Zumindest dokumentiert sein Werk eine solche Sichtweise in der Führungsschicht, der er angehörte.

## Leben
Das Leben des Synesios ist durch seine Werke – vor allem die zahlreichen Briefe – gut dokumentiert, viele Facetten seiner politischen und wissenschaftlichen Tätigkeit und seiner geistigen Entwicklung sind erkennbar. Allerdings sind seine Texte interpretationsbedürftig; sie enthalten eine Fülle von Anspielungen und hintergründigen, verhüllten Informationen, die nur für Kenner der damaligen Verhältnisse verständlich sind.

### Herkunft

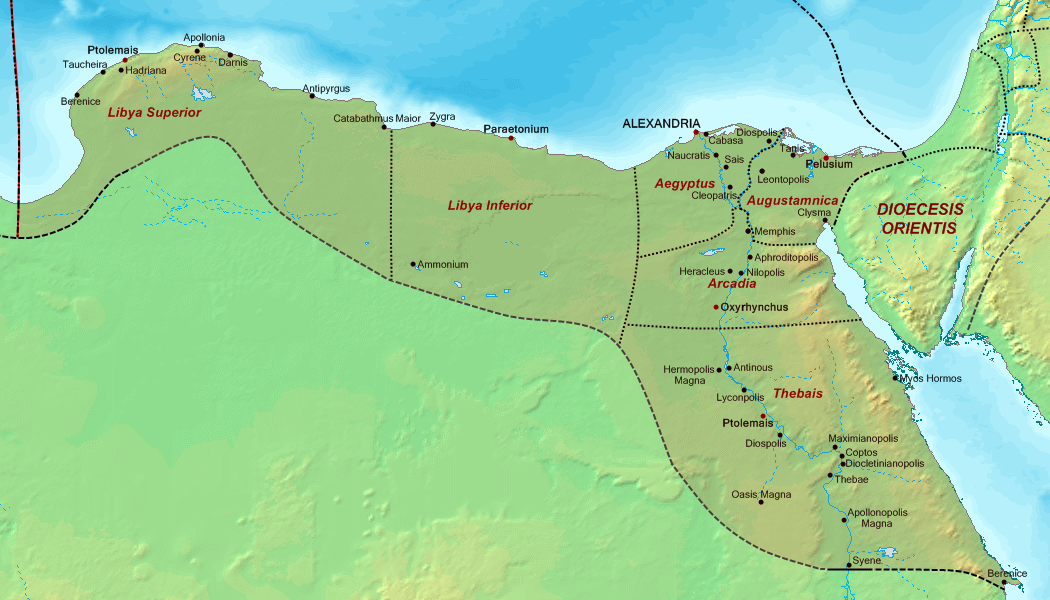
Die Diözese (Verwaltungseinheit) Ägypten zur Zeit des Synesios, ganz im Westen die Provinz Libya superior

Synesios wurde um 370, jedenfalls vor der Mitte der 370er Jahre geboren. Er hatte Schwestern und einen Bruder namens Euoptios, zu dem er ein enges Verhältnis hatte. Seine reichen und angesehenen Eltern lebten in der Stadt Kyrene, die zur römischen Provinz Libya superior, dem stärker besiedelten westlichen Teil der Kyrenaika, gehörte. Die Familie des Philosophen führte ihre Abstammung auf die ersten dorischen Kolonisten zurück, die im 7. Jahrhundert v. Chr. die Kyrenaika besiedelt und Kyrene gegründet hatten. Sein Vater Hesychios gehörte dem Geschlecht der Hesychiden an, das in der Stadt einen ausgedehnten palastartigen Gebäudekomplex besaß. Dieses Bauwerk, das im 20. Jahrhundert ausgegraben wurde, wird von den Archäologen „Haus des Hesychios“ genannt. Die Deutung des archäologischen Befunds ist umstritten. Einer Forschungshypothese zufolge wurde das Haus von einem Erdbeben im Jahr 365 so schwer beschädigt, dass es aufgegeben werden musste; die Familie verlegte ihren Wohnsitz auf ein Landgut, das wegen der Gefahr von Angriffen räuberischer Stämme befestigt war und vom paramilitärischen Aufgebot der Landeigner verteidigt wurde. Demnach wuchs Synesios in einer ländlichen Umgebung auf. Nach der gegenteiligen Hypothese wurde das von den Archäologen ausgegrabene Haus erst nach 365 als Ersatz für den vom Erdbeben zerstörten Vorgängerbau errichtet, und der Lebensmittelpunkt des Synesios blieb dauerhaft in der Stadt Kyrene.
Wo Synesios seine Kindheit verbrachte, ist somit ungewiss. Unstrittig ist nur, dass er eine solide Schulbildung erhielt. Der Ausgrabungsbefund hat ferner gezeigt, dass seine Familie schon in der Urgroßeltern- oder Großelterngeneration christlich geworden war. Neuere Forschungen haben ergeben, dass Angehörige des Hesychidengeschlechts senatorischen Rang hatten, doch ist unbekannt, ob dies auch auf den Familienzweig, dem der Philosoph angehörte, zutrifft.

### Jugend
Die Eltern des Synesios sind anscheinend früh verstorben. Der Familientradition entsprechend erhielt er eine sorgfältige Erziehung, insbesondere auf literarischem Gebiet. Dazu gehörte eine gute rhetorische Ausbildung, deren Früchte später in seinen Briefen zutage traten. In den neunziger Jahren des 4. Jahrhunderts begab er sich nach Alexandria, um bei der paganen Platonikerin Hypatia Philosophie zu studieren. Hypatia, die Tochter des Mathematikers Theon von Alexandria, hatte einen mathematisch-astronomischen Interessenschwerpunkt; wohl auf ihre Anregung wurde Synesios auch auf diesem Gebiet aktiv. Nach dem Abschluss seiner Ausbildung verließ er Alexandria, setzte aber das Zusammenwirken mit Hypatia brieflich fort. Vielleicht im Anschluss an die Studienzeit, aber möglicherweise erst 399 oder 410, reiste er nach Athen, um auf der Suche nach Weisheit die dortige Philosophenschule kennenzulernen. Sein Aufenthalt in der einst als Bildungszentrum berühmten Stadt enttäuschte ihn jedoch schwer; er erhob den Vorwurf der Substanzlosigkeit gegen die „Plutarchiker“, die von Plutarch von Athen geleitete neuplatonische Schule. Dies hing vielleicht damit zusammen, dass die paganen Athener Neuplatoniker dem Christen Synesios misstrauten und ihn daher nicht zum Unterricht für Fortgeschrittene, in dem heikle religiöse Themen zur Sprache kamen, zuließen.

### Gesandtschaftsreise nach Konstantinopel
Mit der Reichsteilung von 395 fiel Libyen an das Oströmische Reich. Im Jahr 397 oder nach einer anderen Datierung 399 übernahm Synesios den Auftrag, als Gesandter seiner Heimatprovinz an den Hof des Kaisers Arcadius nach Konstantinopel zu reisen, um eine Steuererleichterung zu beantragen. Vermutlich gehörte er, wie damals üblich, einer dreiköpfigen Provinzialgesandtschaft an, die dieses Anliegen vorzubringen hatte. Nach dem offiziellen Abschluss der Mission entschied sich Synesios, länger in der Hauptstadt zu bleiben, statt sogleich mit seinen beiden Gefährten die Heimreise anzutreten. Er verbrachte drei Jahre in Konstantinopel, erlangte die Gunst des mächtigen Prätorianerpräfekten Aurelianos und wurde ein entschiedener Parteigänger seines Wohltäters in den Machtkämpfen am Hof. Aurelianos sorgte seinerseits dafür, dass die erbetene Steuererleichterung gewährt wurde. Diesen Erfolg konnte sich Synesios allein zuschreiben und sich damit das Ansehen eines Wohltäters der Kyrenaika verschaffen. Schließlich gab ihm das Erlebnis eines schweren Erdbebens den Anstoß zur Heimkehr. Da er für die Kosten der Rückreise selbst aufkommen musste und seine Mittel erschöpft waren, sah er sich gezwungen, einen Freund um Kredit zu bitten.

### Philosophisches Leben und militärisches Engagement
Sein restliches Leben verbrachte Synesios in der Heimat. Die Schriftstellerei, philosophische Studien und die Sicherung und Verwaltung seiner Güter bildeten Schwerpunkte seiner Aktivität. Daneben beteiligte er sich auch intensiv am politischen Leben. Einmal beschloss er, nochmals in die Hauptstadt zu reisen, in der Hoffnung, erneut am Kaiserhof Einfluss zu gewinnen. Er bestieg ein Schiff nach Konstantinopel, wurde aber von einem Unwetter nach Alexandria verschlagen und entschied sich dort, sein Vorhaben abzubrechen. Der Grund für den Verzicht auf die Reise war vermutlich eine damals am Hof ausgetragene kirchenpolitische Auseinandersetzung, in die der Patriarch Theophilos von Alexandria verwickelt war. In diesen Konflikt wollte Synesios wohl nicht hineingezogen werden. In Alexandria heiratete er eine Frau, deren Name und Herkunft nicht überliefert ist. Die Trauung wurde vom Patriarchen vollzogen.
Nach seiner Rückkehr in die Kyrenaika beobachtete Synesios weiterhin den Verlauf der Machtkämpfe am Kaiserhof. Diese nahmen zeitweilig eine für ihn ungünstige Wendung, als 403/404 Eutychianos, der Rivale seines Gönners Aurelianos, Prätorianerpräfekt wurde und damit an eine zentrale Schaltstelle der Macht gelangte. Synesios pflegte seine Kontakte in Konstantinopel und versuchte dort brieflich und mit Geschenken Einfluss zu nehmen.
In der Kyrenaika konnte der Philosoph ab 405 kein friedliches Leben mehr führen, vielmehr musste er sich mit militärischen Problemen auseinandersetzen. Die Abwehr von Raubzügen der Bewohner des Wüstenhinterlandes war eine vordringliche Aufgabe der regionalen Aristokratie, an der er sich zu beteiligen hatte. Im Jahr 405 spitzte sich die Lage zu: Eine Schwächung der Abwehrkraft, die Synesios auf eine verfehlte Militärreform zurückführte, hatte die „Barbaren“ zu einem Angriff ermutigt, der gefährlicher war als frühere Plünderungszüge. Synesios organisierte die Verteidigung, obwohl er nur Privatmann war und keinerlei Amt bekleidete. Damit übernahm er eine Aufgabe, die damals angesichts der Unzulänglichkeit der oströmischen Militärverwaltung den städtischen Eliten zufiel. Die Städte waren militärische Organisationseinheiten; zumindest in Kyrene und in Ptolemais bestanden die dort stationierten Truppen aus Bürgern der Städte und unterstanden einem städtischen Oberkommandierenden. Bei den Streitkräften, die von den Städten aufgeboten wurden, handelte es sich aber nach der heute vorherrschenden Forschungsmeinung nicht um Privatarmeen örtlicher Befehlshaber, etwa im Sinne „präfeudaler“ Strukturen; vielmehr galten lokale militärische Initiativen als Beteiligung an der Erfüllung staatlicher Aufgaben. Die Soldaten, die auf Veranlassung des Synesios der Gefahr entgegentraten, gehörten teils offiziell zum Reichsheer, teils waren es Privatleute, die sich an der Verteidigung ihrer Heimat beteiligen wollten. Ironisch und mit Erbitterung äußerte sich Synesios über das Versagen der offiziellen Kommandeure, die eigentlich für die militärische Sicherheit verantwortlich waren.
Für die Einstellung des Synesios zu seinen militärischen Pflichten spielte der Umstand, dass Kyrene in ferner Vergangenheit von dorischen Kolonisten gegründet worden war, eine wichtige Rolle. Durch die dorische Tradition bestand ein Bezug zu Sparta, der einst mächtigsten dorischen Stadt in Griechenland. Synesios führte seine Abstammung auf die ersten Kolonisten Kyrenes zurück und war stolz auf seine Ahnen. Er sah sich als Nachkommen tüchtiger Krieger und knüpfte an das berühmte spartanische Tapferkeitsideal an.
Die entmutigenden Erfahrungen mit der Politik auf der Reichsebene – sowohl mit den wechselvollen Intrigen in der Hauptstadt als auch mit dem Versagen der Militärverwaltung – bewogen Synesios zu einer Neubestimmung seiner Prioritäten, die er 405/406 in einem Brief an seinen Freund Pylaimenes in Konstantinopel darlegte. Er wandte sich nun konsequenter dem Ideal einer philosophischen Lebensführung zu. Diesen Wendepunkt in seinem Leben scheint er als Bekehrung aufgefasst zu haben. Damit war aber keineswegs eine Abkehr von den politischen und militärischen Aufgaben zugunsten einer beschaulichen, zurückgezogenen Lebensweise gemeint. Vielmehr erwartete er von der Besinnung auf philosophische Grundsätze eine Befähigung zu besserer Teilnahme am öffentlichen Leben in der Kyrenaika. Die Hoffnung, auf der Reichsebene Politik nach philosophischen Grundsätzen gestalten zu können, gab er auf.

### Das Bischofsamt
Das Ansehen des Synesios war so groß, dass er 410 auf Betreiben des Patriarchen Theophilos zum Bischof von Ptolemais gewählt wurde, obwohl er zum kirchlichen Leben und insbesondere zu den damals tobenden heftigen dogmatischen Streitigkeiten Distanz gehalten hatte. Nicht einmal seine unverhohlene Ablehnung zentraler Aussagen des Glaubens, die mit seinem Weltbild unvereinbar waren, galt als Hindernis. Glaubensinhalte, die er als Philosoph unannehmbar fand, hielt er für Mythen, die für Unverständige bestimmt seien. Aus seiner Sicht handelte es sich um irrige Meinungen des ungebildeten Volkes, die keinesfalls gegenüber philosophischen Erkenntnissen den Vorrang haben durften. Auch als Bischof hielt er an Überzeugungen fest, die aus dem paganen Platonismus stammten. Er war weiterhin der Ansicht, die Welt sei nicht in einem zeitlichen Schöpfungsakt geschaffen worden, sondern bestehe ewig. Außerdem nahm er die Präexistenz der Seele an, das heißt, er schrieb ihr ein Dasein schon vor der Entstehung des Körpers zu. An die Auferstehung des Fleisches glaubte er nicht. Der Gegensatz zwischen „Heiden“ und Christen war für ihn weit weniger wichtig als derjenige zwischen philosophisch Gebildeten und Unwissenden. Mit dieser Einstellung, die er auch als hoher kirchlicher Würdenträger unbeirrt beibehielt, war Synesios eine Ausnahmeerscheinung in einer Epoche schroffer Gegensätze zwischen den Vertretern konträrer religiöser Wahrheitsansprüche.
Meinungsverschiedenheiten über den Wert der Bildung zeigten sich vor allem im Verhältnis des Synesios zum Mönchtum. Er teilte die unter den paganen Gebildeten verbreitete starke Abneigung gegen eine Strömung unter den Mönchen, die er als zivilisationsfeindlich wahrnahm. Das Bestreben ungebildeter Mönche, eine direkte Verbindung mit Gott zu erlangen, ohne erst philosophische Denkarbeit zu leisten, erschien ihm abwegig. Seine scharfe Kritik an dieser Tendenz bewog ihn aber nicht zu einer generellen Ablehnung des Mönchtums; sie hinderte ihn nicht daran, als Bischof ein Kloster zu gründen.
Der mit der Bischofswürde verbundene Verlust der philosophischen Muße war für Synesios ein schmerzliches Opfer. Daher nahm er die Wahl erst nach längerem Schwanken und trotz schwerer Bedenken an; erst zwischen Mitte Januar 411 und Mitte Januar 412 empfing er die Bischofsweihe. Das kirchliche Amt empfand er als schwere Last. Nach seinen Worten beugte er sich einer göttlichen Fügung, obwohl er lieber viele Tode erlitten hätte als Priester zu werden. Bevor er der Weihe zustimmte, behielt er sich vor, an seinen für das gläubige Volk anstößigen philosophischen Auffassungen festzuhalten und seine Ehe fortzusetzen. Die Vorstellung, sich von seiner Frau zu trennen, um ein zölibatäres Leben zu führen, oder seinen Ehestand vor der Öffentlichkeit zu verbergen, wies er entrüstet als Zumutung zurück. Überdies bekräftigte er seine Absicht, künftig viele Kinder zu zeugen.
Zu einer großen Herausforderung wurde für den neuen Bischof schon bald nach seinem Amtsantritt der Konflikt mit dem Repräsentanten der kaiserlichen Herrschaft, dem Provinzstatthalter (Praeses) Andronikos, dem er schwere Verbrechen vorwarf. Nach der Darstellung des Synesios war Andronikos ein durch Bestechung hochgekommener Prolet, der seine hohe Stellung zu jeder Art von Schurkerei missbrauchte. Im Kampf gegen den erst seit 411 amtierenden Statthalter der Libya superior setzte der Bischof seine geistliche Macht ein: Er ging gegen ihn 412 mit der Strafe der Exkommunikation, des Ausschlusses aus der Kirchengemeinschaft, vor. Zunächst gelang es Andronikos, sich dieser Maßnahme zu entziehen, indem er reumütig auftrat. Er erlangte die Fürsprache von Bischöfen, die den Konflikt zwischen weltlicher und geistlicher Gewalt entschärfen wollten. Widerstrebend gewährte ihm Synesios Vergebung, doch bald wurde die Exkommunikation wegen neuer Vergehen in Kraft gesetzt. Die geistliche Strafe erwies sich als sehr wirksame Waffe, denn der Bischof untersagte allen Christen den Umgang mit dem gebannten weltlichen Amtsträger und hinderte ihn so an der Ausübung seiner Funktionen. Damit erzwang Synesios in kurzer Zeit die Absetzung des Statthalters, der sich daraufhin nach Alexandria begab. Dort geriet der nunmehr machtlose Andronikos unter so starken Druck, dass sich sogar sein bisheriger Widersacher für ihn einsetzte. Synesios zeigte sich nach seinem Sieg nicht nachtragend. Er bat den Patriarchen Theophilos, dafür zu sorgen, dass der gestürzte Gegner nicht härter als angemessen behandelt werde.
Synesios hatte drei Söhne, von denen die beiden jüngeren Zwillinge waren. Alle drei starben vor ihm. Angesichts dieser Schicksalsschläge fand er Trost in den Schriften des Stoikers Epiktet. Im Jahr 413 ist er letztmals als lebend bezeugt. Vermutlich starb er bald darauf. Die Ermordung seiner Lehrerin Hypatia 415/416 erlebte er vielleicht nicht mehr.

## Werke
Von den Werken des Kyreneers sind 156 Briefe, neun philosophisch-theologische Hymnen, drei Reden, ein Roman, vier Schriften über verschiedene Themen sowie zwei kurze Predigten erhalten geblieben. Sie sind alle in griechischer Sprache abgefasst, werden aber gewöhnlich mit den lateinischen Titeln zitiert, unter denen sie bekannt sind. Viele darin vorgetragene Ideen gehen auf Platon zurück oder stammen aus der neuplatonisch-aristotelischen Tradition, wobei unter den neuplatonischen Richtungen die des Porphyrios gegenüber der Schule des Iamblichos bevorzugt wird. Verloren sind heute die Kynēgetikaí oder Kynēgetiká (Jagdgeschichten), ein vermutlich umfangreiches Werk über die Jagd und Jagderlebnisse, das der Autor selbst als Spielerei bezeichnete; ob es sich um ein Gedicht handelte, ist umstritten. Er soll auch philologische Schriften verfasst haben, darunter, wie aus einer Bemerkung in einem Brief hervorgeht, eine Abhandlung über Homer. Ein Dialog über Alchemie, der in der handschriftlichen Überlieferung Synesios zugewiesen wird, ist unecht.
Die Prosawerke mit Ausnahme der Briefe werden oft nach der Paginierung in der 1633 erschienenen dritten Auflage der Edition von Denis Pétau (Petavius) zitiert (beispielsweise „De dono 307A“). Diese Zitierweise ist weiterhin neben der Kapiteleinteilung der kritischen Ausgabe von Nicola Terzaghi (1944) verbreitet.

### Die Briefe

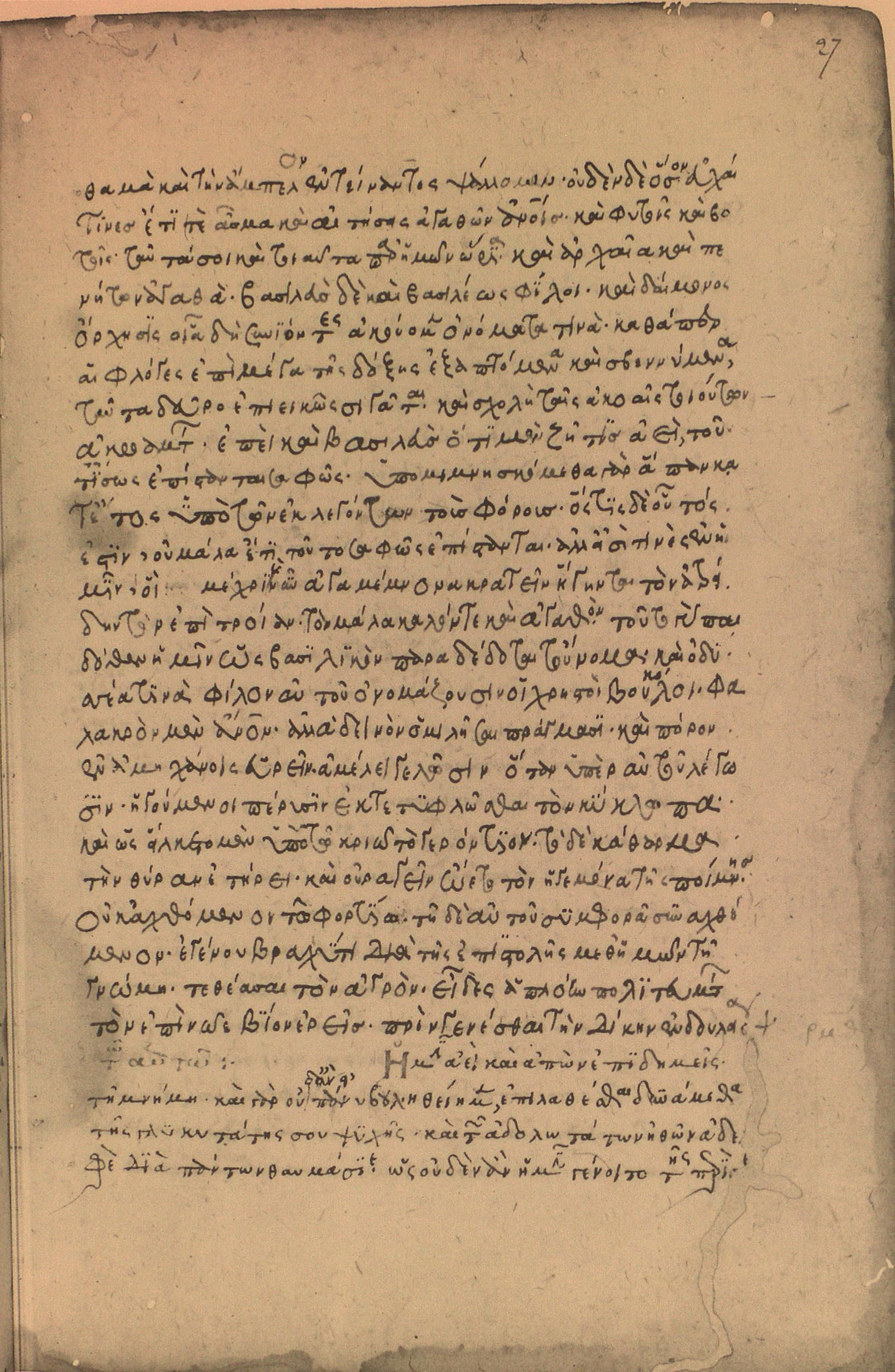
Eine Seite einer 1325 geschriebenen Handschrift, die Briefe des Synesios enthält. Paris, Bibliothèque nationale de France, Gr. 1040, fol. 27r

Die 156 überlieferten Briefe des Kyreneers sind teils offizieller, teils privater Natur. Sie sind sowohl für seine Biografie als auch für die kulturellen, politischen und ökonomischen Zustände in Libyen und für die Historische Geographie von hohem Quellenwert. Alle Briefe stammen von ihm selbst; die Antworten der Korrespondenzpartner wurden nicht in die Sammlung aufgenommen und haben sich nicht erhalten. Es ist eine unvollständige und für damalige Verhältnisse eher kleine Briefsammlung, deren relativ bescheidener Umfang auch mit dem frühen Tod des Autors im Alter von etwa 43 Jahren zusammenhängt. In der handschriftlichen Überlieferung liegt sie in einem kaum geordneten Zustand vor. In dieser Form kann sie nach der überwiegenden Forschungsmeinung nicht auf Synesios selbst, der als Herausgeber einem Ordnungsprinzip gefolgt wäre, zurückgehen. Die Sammlung wurde wohl erst in der zweiten Hälfte des 5. Jahrhunderts oder im 6. Jahrhundert von einem Herausgeber zusammengestellt, der keinen Zugang zu einem vollständigen Archiv des Verfassers hatte.
Die Briefe zeigen Synesios als gewandten Stilisten, der seine Texte sorgfältig ausarbeitete, eine Fülle von Stilmitteln flexibel und wirksam einsetzte und über eine große Variationsbreite verfügte. Seine Ausdrucksweise wirkt elegant und mühelos. Manche kürzere Briefe sind nach dem antiken Ideal der Knappheit – der strikten Vermeidung jeder Weitschweifigkeit – ausgeformt, andere sind umfangreich und entzünden ein rhetorisches Feuerwerk. Im spätantiken Briefverkehr der Gebildeten war es üblich, nicht nur den direkt angesprochenen Empfänger im Blick zu haben, sondern auch ein Publikum, dem die literarisch ausgestalteten Briefe vorgelesen wurden. Dieses Aspekts war sich Synesios beim Schreiben bewusst. Er achtete auf Lebendigkeit, Flüssigkeit und Ausgewogenheit des Stils und mied die Gefahren eines mechanischen und übertriebenen Einsatzes der konventionellen Stilmittel. Manchmal äußerte er sich begeistert und wollte seinen Korrespondenzpartner mit seinem Enthusiasmus mitreißen. Eindringlich schilderte er als Augenzeuge das Kriegselend, die Leiden der Bevölkerung bei den Raubzügen der Wüstenstämme. Je nach gegebenem Anlass schrieb er feierlich, humorvoll, ironisch, tadelnd, mahnend, beschwörend, dramatisch oder klagend. Er setzte Zitate und Wortspiele ein und wusste Komplimente anzubringen. Seine Empfindungen drückte er lebhaft aus, manchmal zärtlich, wenn er seine starke Zuneigung zu Freunden oder zu seinem Bruder Euoptios in Worte fasste, manchmal vehement und leidenschaftlich, wenn er Schandtaten anprangerte. Neben solchen Ergüssen stehen aber auch sachliche Beschreibungen und kalte, formell abgefasste Mitteilungen.
Offen äußerte sich Synesios in den Briefen auch über seine Schwächen und enthüllte, wie weit er manchmal vom philosophischen Ideal des Gleichmuts entfernt war. Als er bereits Bischof war, bekannte er freimütig, dass er nach dem Tod eines seiner Söhne so verzweifelt war, dass er daran dachte, sich selbst zu töten.
Als literarisch besonders bedeutend gilt der fünfte Brief der Sammlung, in dem der Schriftsteller seinem Bruder den Verlauf seiner stürmischen Seefahrt von Alexandria nach Kyrene erzählte. Bei dieser Fahrt handelt es sich vermutlich um seine Heimkehr von der Gesandtschaftsreise nach Konstantinopel. Der Text hat auch wegen seines Quellenwerts in der Forschung viel Beachtung gefunden.

### Die Hymnen
Die Hymnen geben Einblick in das Weltbild des Autors, in dem sich pagane neuplatonische Vorstellungen mit christlichen mischen, ohne dass darin ein Widerspruch gesehen wird. Die Aufgabe, die er sich gestellt hat, beschreibt Synesios mit den Worten, der Geist des Mysten – des in die Mysterien Eingeweihten oder allgemeiner des Frommen – umkreise „den unsagbaren Urgrund im Reigen“. Als Dichter nimmt er sich vor, das eigentlich Unsagbare in Worte zu fassen. Die Hymnen verherrlichen „das Eine“, das absolut transzendente höchste Prinzip des Neuplatonismus, das der Philosoph mit dem christlichen Gott gleichsetzt. Er betrachtet es ebenso wie die paganen Neuplatoniker als „überseiende Quelle“ und nennt es „Zahl der Zahlen“. Diese höchste Gottheit spricht er als den „Vater aller Väter“ an, der „jenseits der Götter“ sei und die „Lebensader der Götter“ darstelle. Mit solchen Formulierungen billigt er dem paganen Polytheismus Wirklichkeit zu, er behandelt die Götter als reale Wesen.
Das Eine ist für den Hymnendichter nicht nur Vater, sondern auch Mutter und gebärender Schoß; es erscheint als weiblich und männlich zugleich. Die neuplatonische Lehre vom Einen als Ursprung alles Seienden vermischt sich mit dem christlichen Konzept der göttlichen Dreifaltigkeit. Ob mit dem mütterlichen Aspekt der Gottheit, dessen Bedeutung der Dichter hervorhebt, der Heilige Geist gemeint ist, ist in der Forschung umstritten.
Aus der erzeugenden Gottheit, die zugleich Vater und Mutter ist, geht in einer unaufhörlichen Geburt der Gottessohn hervor. Dabei betont Synesios die paradoxe Identität des Gebärenden und des Geborenen; der Sohn ist nicht vom Vater getrennt und ihm nicht untergeordnet. Die Hervorbringung des Sohnes erfolgt durch den väterlichen Willen, der eine Mittelstellung zwischen Vater und Sohn einnimmt. Der Sohn ist der Aspekt der Gottheit, der auf die Weltschöpfung ausgerichtet und auch für die Erlösung zuständig ist. Er verbleibt somit nicht in göttlicher Abgeschiedenheit, sondern wendet sich der Welt zu. Die aus menschlichen Verwandtschaftsbeziehungen übernommenen Ausdrücke „Vater“, „Mutter“ und „Sohn“ verwendet Synesios in den Hymnen nur als Metaphern, nicht in einem wörtlichen Sinn.
Der Dichter geht von einer Mehrzahl geistiger Welten aus, deren Urheber das Eine ist und die ihrerseits die sinnlich wahrnehmbare, materielle Welt durch Emanation hervorbringen. In die materielle Welt sind die unsterblichen, im rein Geistigen beheimateten Seelen der Menschen hinabgestiegen. Dort haben sie sich in der Fremde umherwandernd verirrt und sind nun vielfachen Nöten ausgesetzt. Im ersten Hymnus lässt der Dichter seine Seele das Wort ergreifen und ihr Schicksal beklagen. Sie ist niedergestiegen, um der Erde zu dienen; wie ein Tropfen vom Himmel ist sie zur Erde gefallen. Nun muss sie feststellen, dass sie statt Dienerin Sklavin geworden ist, nachdem die Materie sie mit bezaubernden Künsten gefesselt hat. Ihre Fesseln sind die Süchte, die sie bedrängen und irreführen. Das Mittel, mit dem die Erde sie betört und festhält, ist die „freudlose Freude“ der süßen Verblendungen. „Stechenden Leidenschaften“ ist sie ausgeliefert, ihre eigenen Werte hat sie vergessen. Nachdem sie dies erkannt hat, will sie sich von den trügerischen Einbildungen befreien und zu der göttlichen Quelle zurückkehren, der sie einst entströmt ist. Daher bittet sie ihren göttlichen Vater, einen Glanz erstrahlen zu lassen, der sie emporführt. Von Helios, der göttlichen Sonne, erbittet sie Schutz bei ihrem Aufstieg in ihre himmlische Heimat. Nach der Heimkehr wird sie, wie Synesios ihr im neunten Hymnus versichert, „geeint mit dem Vater, Gott in Gott, den Reigen tanzen“. In den Dienst dieses Ziels stellt der Dichter seine Hymnen. Dabei betont er die Bedeutung des andächtigen Schweigens, das herrschen soll, wenn „heilige Hymnen“ der Gottheit als „unblutiges Opfer“ dargebracht werden. Die Affekte sind zu beruhigen. Frei von Leidenschaften und Verlangen, Mühen und Klagen, Zorn und Streit hat die Seele zu sein, wenn sie sich der Gottheit nähert.
Die Kosmologie der Hymnen orientiert sich an den damals gängigen, in erster Linie auf Aristoteles zurückgehenden Vorstellungen. Nach diesem Geozentrischen Weltbild ist das kugelförmige Universum aus Sphären aufgebaut. Die himmlischen Sphären sind durchsichtige, konzentrisch um die Erde als Weltmitte angeordnete Hohlkugeln, die sich gleichförmig drehen. An ihnen sind die Gestirne befestigt. Durch diese Befestigung werden die Himmelskörper in ihren Kreisbahnen gehalten. Ihre Bewegungen gehen nicht von ihnen selbst aus, vielmehr werden sie von den Sphären auf sie übertragen. Synesios nimmt neun Sphären an. Die sieben inneren Hohlkugeln tragen je einen Wandelstern, das heißt Mond und Sonne sowie die damals bekannten, mit bloßem Auge sichtbaren fünf Planeten Merkur, Venus, Mars, Jupiter und Saturn. Auf der achten, scheinbar schnellsten Hohlkugel sind alle Fixsterne befestigt. Eine neunte, sternlose Sphäre umhüllt das Ganze, treibt es an und hält es in Bewegung. Sie bildet die Grenze des Universums. Der Kosmos wird von der Mondsphäre, der untersten Planetensphäre, geteilt: Oberhalb der Mondbahn befindet sich die Region der unsterblichen himmlischen Wesen, unterhalb von ihr das Reich der Vergänglichkeit.
Für seine religiöse Dichtung wählte Synesios nicht die oft für Kultlieder verwendeten Hexameter, sondern einfache lyrische Versmaße. Die Gedichte sind stichisch nach den Prinzipien der quantitierenden Metrik gebaut. Die ersten beiden Hymnen, die den größten Teil des Gedichtbuchs ausmachen, bestehen aus anapästischen Monometern. Hinsichtlich der Metrik und Ausdrucksweise war die Hymnendichtung des Kyreneers vom Vorbild der Hymnen des paganen Lyrikers Mesomedes beeinflusst.

### Die Königsrede

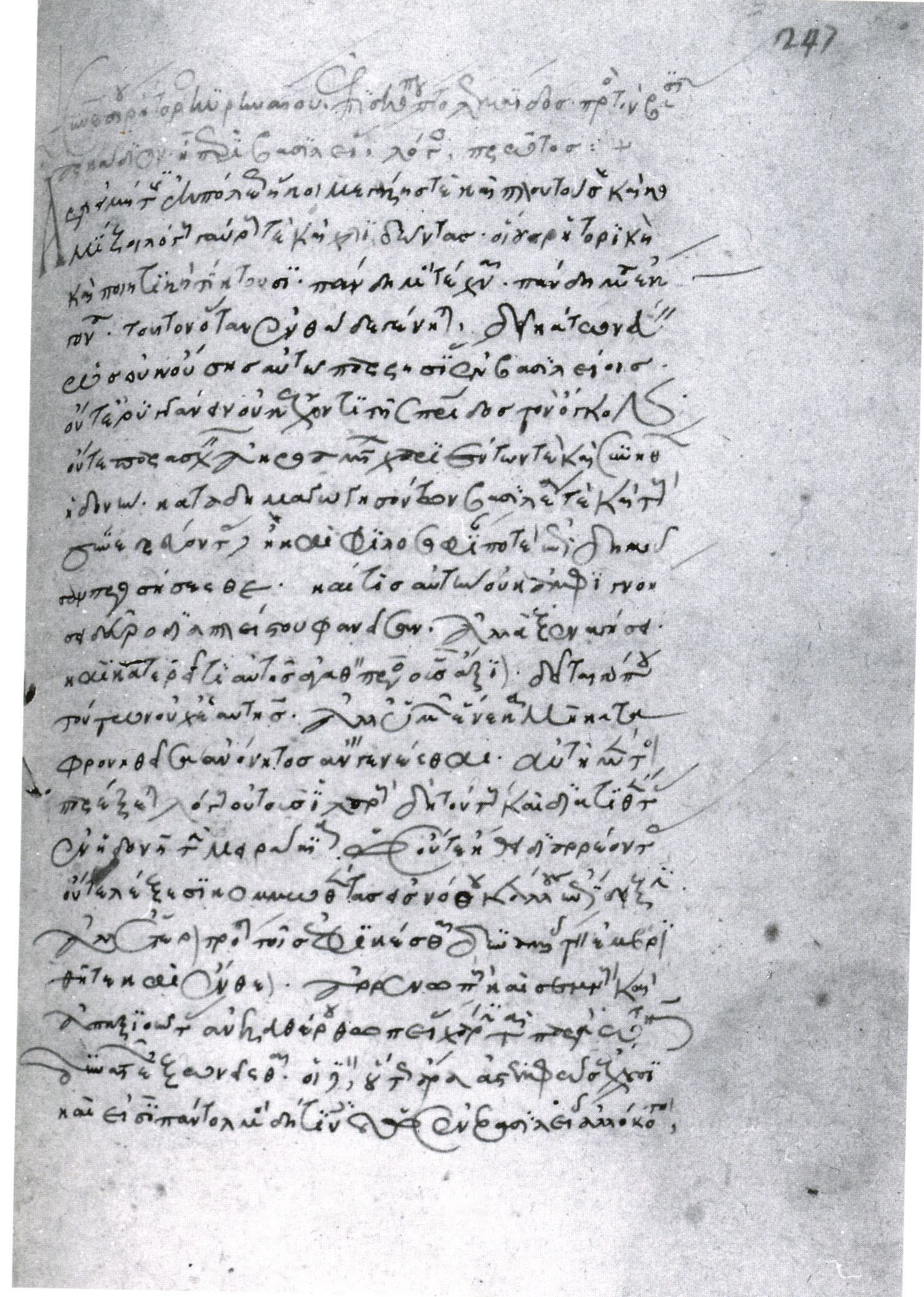
Der Anfang der Königsrede in einer Handschrift des 13. oder 14. Jahrhunderts aus dem Besitz von Kardinal Bessarion. Venedig, Biblioteca Nazionale Marciana, Gr. 264, fol. 247r.

Mit dem ungenauen, aber gängigen Ausdruck „Königsrede“ bezeichnet man eine in Konstantinopel verfasste Abhandlung des Synesios in Gestalt einer fiktiv an den Kaiser Arcadius gerichteten Mahnrede. Der griechische Titel lautet Eis ton autokrátora perí basileías, das heißt (Rede) an den Gebieter über die königliche (bzw. kaiserliche) Herrschaft. Oft wird das Werk unter dem lateinischen Titel De regno (Über die Königsherrschaft) zitiert. Die für damalige Verhältnisse unerhört offenherzige Rede kann Synesios wohl kaum vor dem Kaiser und dessen mächtigen Beratern gehalten haben, zumindest nicht in einer so schroffen Form. Mit solcher Kritik und Ermahnung hätte er sich in Lebensgefahr gebracht und seinem Anliegen als Gesandter nur geschadet. Falls er tatsächlich vor Arcadius gesprochen hat, muss sich der vorgetragene Text nach der vorherrschenden Forschungsmeinung erheblich von dem überlieferten unterscheiden. Wahrscheinlich war die als literarisches Werk konzipierte Königsrede für Aurelianos, den Gönner des Kyreneers, bestimmt. Sie sollte den Standpunkt und die Werturteile des Aurelianos und seiner Gesinnungsgenossen auf rhetorisch effektvolle Weise formulieren und damit dem Autor das Wohlwollen seines Förderers bewahren.
Den Inhalt der Königsrede bildet ein Aufruf zu radikalem Umdenken. Der Philosoph redet seinem kaiserlichen Zuhörer ins Gewissen, um ihn zu einer grundlegenden Änderung seiner Regierungspraxis zu bewegen. Diesem Zweck dient die Darstellung eines an klassischen Vorbildern und platonischen Forderungen orientierten Herrscherideals, das dem Kaiser als Norm vor Augen gestellt wird. Synesios zeigt den krassen Gegensatz zwischen diesem Ideal und den Verhältnissen am Hof des Arcadius. Dabei übt er heftige, fundamentale Kritik sowohl am Kaiser selbst als auch an dessen Umgebung. Er tadelt die höfische Prunkentfaltung und die Abgeschlossenheit des persönlichen Lebensbereichs des Herrschers. Die Abschirmung des im Palast lebenden Kaisers hält er für ein großes Übel, im Prunk und Hofzeremoniell sieht er eine barbarische, dem Römertum fremde Unsitte. Aus seiner Sicht zeichnet sich ein tüchtiger Staatslenker dadurch aus, dass er in der Öffentlichkeit präsent ist, dabei auf vorbildlich schlichte Weise auftritt und im Krieg persönlich das Kommando übernimmt. Solche Pflichterfüllung ist, wie die Königsrede zu verstehen gibt, das Gegenteil des Verhaltens, das der an Luxus gewöhnte, volksferne und militärisch unkundige Arcadius praktiziert. Synesios wirft dem Kaiser vor, den Einsichtigen zu misstrauen und sich mit unfähigen Höflingen zu umgeben. Er fordert ihn auf, sich schlechter Ratgeber zu entledigen und stattdessen auf philosophischen Rat zu hören. Offenbar denkt er dabei an sich selbst als qualifizierten Berater. Außerdem nimmt er dezidiert zu aktuellen Fragen der Reichspolitik Stellung. Er kritisiert Konzessionen an die „Barbaren“ – womit er in erster Linie die Goten meint – und tadelt deren zunehmende Beschäftigung im Reichsdienst, insbesondere in Führungspositionen. Das Gemeinsame der Entwicklungen, die er beklagt, sieht er im Vordringen der „Barbaren“ und „barbarischer“ Sitten, das sich sowohl im höfischen Lebensstil als auch in der Außen- und Personalpolitik verhängnisvoll auswirke.
Als charakteristisches Merkmal eines guten Herrschers hebt Synesios die Wohltätigkeit (euergesía) hervor. Der Monarch soll menschenfreundlich (philánthrōpos) sein; so wie er selbst von Gott geliebt wird, so soll er seinerseits die Menschen lieben. Bei der Verrichtung von Wohltaten darf er niemals ermüden, ebenso wie die Sonne bei der Aussendung ihrer Strahlen nie ermüdet. Anstrengungslos soll er sein Wohlwollen verschenken, so wie die Sonne ihr Licht. Mit diesen Ausführungen greift Synesios das traditionelle Ideal der herrscherlichen Philanthropie auf. In einer hierarchisch geordneten Welt fällt dem Niederen die Aufgabe zu, das Höhere zu betrachten und nachzuahmen. Es soll sich am Vorbild des Höheren orientieren, um dadurch selbst besser zu werden. So wie Gott dem Monarchen, so soll der Monarch dem Volk durch seine Fürsorge das Gute und Vorbildliche musterhaft vor Augen führen. Dadurch kommt im Staat die rechte, naturgemäße Ordnung zustande. Keinesfalls darf ein König habgierig sein und die Städte durch übermäßige Steuererhebung entkräften. Er hat darauf zu achten, dass die Abgabenlast für die Steuerpflichtigen tragbar bleibt. Alle unnötigen Staatsausgaben sind zu vermeiden. Ein geldgieriger König ist armseliger als ein Kleinhändler, denn der Händler muss für den Unterhalt seiner Familie sorgen, während der König keinerlei Rechtfertigung für seine Charakterschwäche hat. Der verbreitete Ämterkauf ist ein großes Übel, denn er führt zur Besetzung der Ämter mit inkompetenten, bestechlichen Personen. Die Auswahl der Amtsträger soll daher nur nach Qualifikation erfolgen, Geld darf dabei keine Rolle spielen.
Die Beratung und Ermahnung eines unwissenden Machthabers war eine Vorgehensweise, die schon Platon den Philosophen zur Aufgabe gemacht und selbst praktiziert hatte. Mit der Königsrede stellte sich Synesios – wenngleich wohl nur literarisch – in diese Tradition. Die Auswahl und Behandlung seiner Themen entsprach herkömmlichen Mustern; Orientierung an einer idealisierten, vorbildlichen Vergangenheit und Kritik an der Unzugänglichkeit eines abgeschirmten Herrschers waren gängig. Unzugänglichkeit wurde traditionell mit ungerechter Gewaltherrschaft und barbarischer Willkür assoziiert. Außerdem war das mutige Auftreten eines freimütigen Philosophen vor einem schlechten Herrscher in der Antike ein geschätztes literarisches Motiv. Hinter den grundsätzlichen Ausführungen des Kyreneers steckte aber auch ein konkretes, aktuelles politisches Anliegen. Mit seiner Barbarenkritik wandte er sich – wenngleich ohne Namensnennung – gegen den mächtigen Höfling Eutropios und dessen nachgiebige Politik gegenüber dem Gotenkönig Alarich I. Eutropios war in den Machtkämpfen am Hof der Gegenspieler von Synesios’ Gönner Aurelianos. Angriffsflächen bot er durch seinen herkunftsmäßig sehr niedrigen sozialen Rang, an dem sein Aufstieg zur Macht aus aristokratischer Sicht nichts geändert hatte. Er war „Barbar“, das heißt, er wurde seiner Abstammung nach einem Volk außerhalb des als Zivilisationseinheit verstandenen Reichs zugeordnet. Noch stärker fiel ins Gewicht, dass er ein Emporkömmling war: Er war in seiner Jugend auf einem Sklavenmarkt feilgeboten worden und hatte später als Freigelassener am Hof Karriere gemacht. Überdies war er Eunuch. All dies machte ihn in den Augen seiner Kritiker und Gegner zu einer verächtlichen Person. Diesen Hintergrund spielte Synesios in der Königsrede geschickt gegen den gegnerischen Höfling aus, wobei er den Kontrast zu traditionellen Werten der griechischen und römischen Aristokratie herausstellte.
Mit ihrer antigermanischen, patriotisch-römischen Stoßrichtung wirkt die Königsrede wie das Programm einer Parteirichtung, die sich mit einer solchen Grundsatzerklärung profilieren wollte. Nach einer früher sehr verbreiteten Forschungsmeinung fungierte Synesios als Wortführer einer „nationalrömischen Partei“, die im Senat von Konstantinopel tonangebend gewesen sei. Zu ihr hätten mächtige Persönlichkeiten am Hof gezählt, darunter die Kaiserin Aelia Eudoxia, obwohl sie selbst germanischer Herkunft war. In der älteren Forschung dominierte das von Historikern wie Otto Seeck, Ernst Stein und Ludwig Schmidt gezeichnete Bild eines prinzipiellen Gegensatzes zwischen einer antigermanischen, „patriotischen“ und einer progermanischen Partei. Die beiden Parteien hätten für entgegengesetzte Überzeugungen gekämpft. Die Königsrede sei als programmatische Kundgebung des Antigermanismus aufzufassen. Seeck sah in ihr den Ausdruck eines „schönen, wenn auch törichten, Idealismus“. Man glaubte, mit dem Scheitern der Rebellion des gotischen Heermeisters Gainas im Jahr 400 und dem Sturz des Heermeisters Fravitta habe sich die antigermanische Partei durchgesetzt. Damit sei im Oströmischen Reich eine entscheidende Weichenstellung erfolgt. In der Folgezeit seien die Germanen wie von Synesios gefordert aus militärischen Führungspositionen entfernt worden. In neueren Untersuchungen wird diese Interpretation der Vorgänge jedoch revidiert. Die dramatischen Ereignisse der Zeit um 400 werden als persönliche Machtkämpfe, nicht als prinzipielle Auseinandersetzungen über die Rolle der Germanen im Reich gedeutet. Zwar wird die Königsrede weiterhin meist als propagandistische Hilfe für eine Gruppe um Aurelianos betrachtet, doch ist auch diese Annahme nicht mehr unbestritten. Alan Cameron und Jacqueline Long glauben, dass die Rede verfasst wurde, bevor sich Synesios mit Aurelianos verband.

### DieÄgyptischen Erzählungen
Der Roman, den Synesios verfasste, trägt den Titel Aigýptioi ē perí pronoías (Die Ägypter oder Über die Vorsehung, lateinisch Aegyptii sive de providentia oder kurz De providentia). In der deutschsprachigen Fachliteratur wird er gewöhnlich Ägyptische Erzählungen genannt. Die Handlung spielt in einem mythischen ägyptischen Milieu, hat aber ebenso wie die Königsrede einen aktuellen Hintergrund in den Kämpfen und Intrigen am Kaiserhof. Der Autor schuf das in zwei Bücher gegliederte Werk während seines Aufenthalts in Konstantinopel und verarbeitete darin seine Erfahrungen mit den dortigen politischen Turbulenzen. Geschildert wird der Konflikt zwischen dem guten König Osiris und dessen finsterem Bruder und Rivalen Typhos. Nach der vorherrschenden, wenngleich umstrittenen Interpretation steht Osiris für Synesios’ Gönner, den Prätorianerpräfekten Aurelianos, Typhos für dessen Vorgänger und Nachfolger Eutychianos, und das ägyptische Königtum entspricht der Prätorianerpräfektur. Allerdings enthält der Roman auch Elemente, die keine erkennbare Entsprechung in der historischen Realität haben.
Der Königssohn Osiris und sein älterer Bruder Typhos sind charakterlich extrem verschieden. Mit diesem Szenario möchte der Autor seinen Lesern vor Augen stellen, dass körperliche Verwandtschaft keine seelische bedingt, denn die Seelen der Menschen sind anderer Herkunft als ihre Körper. Osiris ist fleißig und strebt eifrig nach Wissen, Typhos verachtet die Bildung und setzt ganz auf Körperkraft und auf die Befriedigung roher Bedürfnisse. Osiris erweist sich als tüchtig und erfolgreich, Typhos versagt in allem und entwickelt daher Neid und Hass. Der Vater der beiden, der regierende König, beruft eine Versammlung der Priesterschaft und des Heeres ein, die seine Nachfolge regeln soll. Die Entscheidung fällt einhellig zugunsten des beliebten Osiris, der darauf die Königsweihe empfängt. Nun verkünden die Götter dem neuen Herrscher, dass sein Bruder nichts Gutes ertragen könne und alles in Verwirrung bringen werde, wenn es nicht gelinge, ihn aus dem Weg zu räumen. Er, Osiris, müsse Typhos an einen fernen Ort verbannen und dürfe sich dabei nicht als weichlich erweisen. Anderenfalls werde sein bösartiger Bruder mit der Unterstützung mächtiger, missgünstiger Dämonen großes Unheil über das Land bringen. Osiris lehnt das ab, obwohl ihm auch sein Vater eindringlich zuredet. Der Vater legt dar, dass der Mensch sich nicht darauf verlassen dürfe, dass die göttliche Vorsehung für ihn das besorgen werde, was er selbst zu tun habe. Osiris entscheidet sich jedoch für den Weg der Milde und Gewaltfreiheit. Seine Herrschaft ist für das Land überaus segensreich.
Typhos findet sich aber mit seiner Niederlage nicht ab; unter dem Einfluss seiner machtgierigen Frau und der Dämonen strebt er nach einem Umsturz. Das Mittel dazu sollen skythische Söldner sein, die in Ägypten mit militärischen Aufgaben betraut sind. Mit einer Intrige wird der Befehlshaber der Skythen zu einem Staatsstreich aufgestachelt. Der Umsturz gelingt. Typhos möchte nun Osiris töten lassen, doch davor schrecken die Skythen zurück. Der gestürzte König wird daher nicht ermordet, sondern verbannt. Unter der Herrschaft des Typhos gerät Ägypten in ein furchtbares Elend.
Das zweite Buch des Romans schildert den erneuten Umschwung. Aus geringem Anlass entsteht ein Streit, Söldner und Einheimische geraten aneinander. Es kommt zu einem Aufruhr der hauptstädtischen Bevölkerung gegen die Skythen, die teils niedergemacht werden, teils die Flucht ergreifen. Die Machenschaften des Typhos werden aufgedeckt, er wird entmachtet und in Haft genommen, Osiris kann zurückkehren. Wiederum sorgt Osiris dafür, dass sein Bruder verschont wird; er entzieht ihn dem Zorn des aufgebrachten Volkes und bittet die Götter, ihn zu retten. So entgeht der Tyrann der Bestrafung, doch nach seinem Tod wird er auf Beschluss der Götter für seine Untaten büßen müssen. Abschließend bietet der Autor eine philosophische Interpretation des Mythos, den er erzählt hat.
Die Romanfigur Typhos ist eher ein Typus als ein Individuum. Er ist in jeder Hinsicht und auf extreme Weise die Verkörperung von Schlechtigkeit und Unfähigkeit. Zu den hervorstechenden Merkmalen, die dem Leser die Schlechtigkeit dieser Figur signalisieren sollen, zählt neben Schamlosigkeit, Gefräßigkeit und Gewalttätigkeit auch das Symptom der Verschlafenheit. Die Neigung, einem übermäßigen Schlafbedürfnis nachzugeben, galt in der Antike ebenso wie unmäßiges Essen und Trinken als bedeutsames Zeichen mangelnder Selbstdisziplin. Von einem guten Herrscher wurde Wachheit und die Fähigkeit, mit wenig Schlaf auszukommen, erwartet.

### Dion
Díōn ē perí tēs kat’ autón diagōgḗs (Dion oder Über das Leben nach seinem Vorbild) nannte Synesios eine Schrift, in der er den Werdegang des berühmten Redners Dion Chrysostomos (Dion von Prusa) beispielhaft analysierte. Besonderes Gewicht legte er dabei auf einen Bruch, den es in Dions Leben gegeben habe: seine Umkehr (metáptōsis) zur Philosophie als Lebenshaltung. In der Zeit seiner großen äußerlichen Erfolge sei er Sophist gewesen, das heißt, es sei ihm nur darauf angekommen, seine sprachliche Könnerschaft auszuspielen. Er habe als Rhetor brillieren wollen und Anerkennung gesucht. Gegenüber der Philosophie habe er sogar eine feindselige Haltung eingenommen. Erst in fortgeschrittenem Alter habe er die Umkehr vollzogen und erkannt, was wirklich wesentlich sei: nicht Urteile anderer, sondern die Selbstvervollkommnung durch die Tugend. In diesem fundamentalen Einstellungswandel des Rhetors sah Synesios anscheinend eine Parallele zu einem gleichartigen Wendepunkt in seinem eigenen Leben.
Synesios plädierte für die Verbindung einer philosophischen Lebensführung mit literarischer Bildung und rhetorischer Kunst, wobei dem philosophischen Ziel ein prinzipieller Vorrang zukommen sollte. Diesen Weg grenzte er von einer Prioritätensetzung ab, die er für falsch hielt. Er wandte sich gegen die Horizontverengung einseitig spezialisierter Fachleute und stellte ihr das Ideal einer allgemeinen Bildung entgegen. Literaten und Grammatiker, die ihre Zeit nur mit Nebensächlichem verbringen, verfehlen aus seiner Sicht das, was im Leben verwirklicht werden soll. Wissenschaftler, die sich mit philosophischen Themen befassen, ohne dass ihre eigene Lebensweise davon berührt wird, sind für Synesios keine Philosophen im eigentlichen Sinn. Dion hingegen sei durch seine Umkehr ein solcher geworden, obwohl er schon zu alt gewesen sei, um sich der Klärung von Fachfragen zuzuwenden und sich mit den Problemen der Naturphilosophie auseinanderzusetzen.
Nach Synesios’ Philosophieverständnis darf ein Philosoph auf keinem Gebiet unfähig oder ungebildet sein. Er soll „ein Grieche im vollen Sinne“ sein, das heißt, er soll mit den Menschen so verkehren können, wie es möglich ist, wenn man sich in der gesamten bedeutenden Literatur auskennt. Unter „Literatur“ (lógoi) sind sowohl wissenschaftliche Fachliteratur als auch wertvolles literarisch gestaltetes Schrifttum zu verstehen. Die Beschäftigung mit Literatur – sowohl rezeptiv als auch schöpferisch – ist der reinste unter den spezifisch menschlichen Genüssen und der göttlichen Vernunft am nächsten verwandt. Sie ist das Fährschiff, mit dem man zur Vernunft – zu philosophischer Einsicht – gelangt oder zumindest zu einer wissenschaftlichen Betätigung des Verstandes, die eine niedrigere Stufe der Einsicht ist. Die Felder, auf denen sich solche Verstandestätigkeiten abspielen, sind Rhetorik, Dichtkunst, Naturkunde und Mathematik. Auch die Geschichtsschreibung gehört zum gemeinsamen Schatz der griechischen Bildungsgüter. Für den Griechen ist es charakteristisch, dass er auch dann, wenn er sich mit Spielereien und Vergnügungen abgibt, seine geistige Beweglichkeit übt. Daraus kann er dann für das eigentliche Ziel des menschlichen Daseins, das Erfassen des Göttlichen, Gewinn ziehen. Der Mensch steht zwischen Gott und Tier; das Tierische soll er meiden, das Göttliche betrachten, das Menschliche nicht vernachlässigen. Ein Philosoph kann sich nicht unablässig nur mit dem Höchsten befassen; auch für ihn ist es durchaus sinnvoll, literarische Werke zu würdigen oder selbst zu verfassen und seinen Stil zu verbessern. Das ist für ihn keine Zeitverschwendung, sondern es sind Schritte, die zu seinem Weg gehören. Auch wenn er das Ziel des philosophischen Strebens nicht erreicht, ist das Voranschreiten ein Wert an sich. Wer sich systematisch um Bildung bemüht, unterscheidet sich von dem, der dies unterlässt, stärker als der Mensch vom Tier.
Synesios vergleicht den Philosophen mit einem Adler und den Ästheten, der sich nur für literarische Schönheit und sonstige Quellen ästhetischer Freude begeistert, mit einem Schwan. Den Schwan hält er zwar für weniger bewundernswert als den königlichen Adler, aber er schätzt ihn als ein Geschöpf, dessen Anblick erfreut. Auch die Menschen, die sich wie die Schwäne auf die Welt der Schönheit beschränken und keine philosophische Erkenntnis erstreben, sind aus seiner Sicht liebenswert und respektabel. Am besten ist beides zusammen, Weisheitsliebe und Schönheitssinn. Den Vögeln hat die Natur nicht gestattet, zugleich Adler und Schwan zu sein und die Vorzüge beider zu vereinigen, aber dem Menschen ist es vergönnt, sowohl die Sprachkunst zu genießen als auch tiefere Einsicht zu erlangen.
Als verbreitete Fehlhaltung kritisiert Synesios die Überschätzung einer einseitig und verständnislos betriebenen Selbstbeherrschung. Damit meint er das damals populäre Ideal der christlichen Askese, die vor allem im Mönchtum kultiviert wurde, und speziell die Verherrlichung der Keuschheit. Aus philosophischer Sicht ist, wie der Kyreneer darlegt, die Selbstbeherrschung eine wertvolle „reinigende“ Tugend. Ihre Grundlage soll aber nicht bloße Gewöhnung an die Erfüllung von Forderungen sein, sondern vernünftige Einsicht in deren Sinn und Zweck. Es ist sinnlos, auf Befehl Selbstbeherrschung zu üben, wenn man nicht weiß, warum man dies tun muss. Beispielsweise ist sexuelle Enthaltsamkeit kein Wert an sich, sondern nur ein Hilfsmittel zum Zweck der Ausrichtung des Denkens auf Höheres. Wer Keuschheit um ihrer selbst willen praktiziert, der hält das Geringste für das Größte und die Vorbereitung für das Ziel. Er vernachlässigt die Tugend der Klugheit (phrónēsis) und entwertet damit seine Selbstbeherrschung, denn die Tugenden sind nur dann hilfreich, wenn sie alle zusammen gepflegt werden, da sie sich gegenseitig bedingen.

### Das Traumbuch
Die Abhandlung Perí enhypníōn (Über die Träume, lateinisch De insomniis, deutsch gewöhnlich „das Traumbuch“) behandelt die wahrsagende Funktion von Träumen aus philosophischer Perspektive.
Den Sinn der zukunftsbezogenen Traumdeutung leitet Synesios aus dem Wert des Wissens ab. Seine Überlegung lautet: Es ist das Wissen, das Gott vom Menschen und den Menschen vom Tier unterscheidet. Gott kennt die Zukunft, der Mensch hingegen kann gewöhnlich nicht über die Gegenwart hinausschauen. Gott verfügt mühelos über das Höchste, der Mensch muss es sich mühsam erarbeiten; vor alles Schöne haben die Götter den Schweiß gesetzt. Der Weise strebt danach, sich der Gottheit anzugleichen, indem er seine Erkenntnisfähigkeit steigert und sein Wissen vermehrt. Somit ist es auch seine Aufgabe, sich die Erkenntnis des Zukünftigen zu erschließen und dadurch göttlicher zu werden.
Die erkenntnistheoretische Ausgangsbasis für solche Traumdeutung findet Synesios in der Beschaffenheit der Natur. Nach seinem Verständnis ist der Kosmos ein Lebewesen, dessen Bestandteile sich zueinander wie Glieder eines Organismus verhalten. Da alle Teile des Kosmos – sowohl die übereinstimmenden als auch die gegensätzlichen – miteinander auf die eine oder andere Weise verwandt sind, ist es grundsätzlich möglich, von Bekanntem auf Unbekanntes zu schließen, auch von Gegenwärtigem auf Zukünftiges. Wenn ein Betrachter eine Position außerhalb des Kosmos einnähme, hätte er diese Möglichkeit nicht, denn für ihn wäre der Zusammenhang zerrissen; nur von innen her ist die Welt erfassbar. Weisheit besteht darin, die Art der Verwandtschaft zwischen den Teilen der Welt im Einzelnen zu kennen. Wer über solche Weisheit verfügt, kann auch anhand von Träumen zu Einsichten über die Zukunft gelangen. Träume sind Informationen in einer Schrift, die zu lesen man lernen kann. Dabei muss man allerdings eine gewisse Unklarheit oder Dunkelheit in Rechnung stellen, die in der Natur der Träume liegt; Beweise, wie sie bei der Naturforschung möglich sind, darf man nicht erwarten.
Der maßgebliche Faktor ist dabei die Phantasie. Der Nous – der Intellekt oder die Vernunft – ist der Bereich des unwandelbaren Seins; er enthält die platonischen Ideen, die ewigen Urbilder alles sinnlich Wahrnehmbaren, die unveränderlich und daher im eigentlichen Sinn „seiend“ sind. So wie der Nous zum Seienden verhält sich die Seele zum Werdenden. Sie trägt in sich die Bilder all dessen, was wird, so wie der Nous die Bilder all dessen, was ist. In diesen visuellen Informationen ist auch die Zukunft enthalten. Aus der Fülle der Bilder holt die Seele die jeweils passenden heraus und spiegelt sie in der Phantasie. Damit werden sie für das Subjekt – die erkenntnisfähige Person – erfassbar. Die Inhalte des Nous werden dem Subjekt zugänglich, wenn sie in die Seele gelangen, und die Inhalte der Seele, wenn sie in die Phantasie gelangen. So gesehen ist die Phantasie für den Erkennenden gewissermaßen eine zweite Seele: eine Ebene, auf der bestimmte Inhalte erfassbar werden. Sie ist eine wahrnehmende Instanz, die über eigene Organe verfügt, welche in ihren Funktionen den körperlichen Organen analog sind. Daher kann sie dem Subjekt die Botschaften der Träume übermitteln.
Wie das Sonnenlicht für alle sichtbar ist, so werden auch Träume allen Menschen zuteil. Somit sind die Traumbotschaften an sich nicht exklusiv; gerade ihre allgemeine Erhältlichkeit ist, wie bei der Sonne, ein Zeichen ihrer göttlichen Natur. Die allgemeine Menschenfreundlichkeit der Gottheit zeigt sich darin, dass sie sich auf diesem Weg allen Menschen mitteilt, ohne dass besondere Vorbereitungen nötig sind; man braucht nur zu schlafen. Allerdings hängt die Qualität der Traumwahrnehmung entscheidend vom jeweiligen Zustand der Seele ab. Wenn die Seele ihrer ursprünglichen geistigen Natur folgt, ist sie rein und durchsichtig; dann nimmt sie sowohl im Schlaf als auch im Wachen die Eindrücke der Dinge wahrheitsgemäß auf und kann die Zukunft erfassen. Wenn sie jedoch im Schlamm feststeckt, in den sie durch die trügerischen Verlockungen der materiellen Welt und die Herrschaft der Affekte geraten ist, dann ist sie verdunkelt, ihre Wahrnehmung ist nebelhaft, und sie versteht die Traumbotschaften nicht richtig. Die Art der Phantasievorstellungen einer Person lässt den Zustand ihrer Seele erkennen. Innerlich ist die Seele immer rein; die Verunreinigungen, durch die ihre Wahrnehmung eine neblige Trübheit annimmt, sind äußerlich.
Illustriert wird dies mit eigenen Erfahrungen des Autors. Im Schlaf sei ihm enthüllt worden, was ihm im Wachzustand rätselhaft gewesen sei, oder zumindest sei ihm ein Weg zur Lösung gezeigt worden. Träume hätten ihm auch dazu verholfen, seine Schriften stilistisch markant zu verbessern. Er verdanke seinen Träumen Eingebungen, die ihm vielfach bei der Bewältigung seiner Aufgaben hilfreich gewesen seien. Sie hätten ihn aus Gefahren gerettet und zur rechten Zeit ermutigt.
Wenn sich die Seele von der Überschwemmung durch äußere Eindrücke freihält, kann sie sich ihren eigenen Bildern, die vom Nous stammen und die sie in sich trägt, zuwenden und diese im Traum darbieten. Dann sind die Traumbotschaften erhaben, deutlich und am wenigsten erklärungsbedürftig. Dies ist aber gewöhnlich nicht der Fall. Die meisten Träume sind verworren und rätselhaft, weil sich in ihnen Eindrücke von Vergangenem, Gegenwärtigem und Zukünftigem vermischen, wobei das Zukünftige das Undeutlichste ist. Doch auch solchen Träumen kommt ein Erkenntniswert zu.
Die gängigen Traumbücher, die allgemeine Aussagen über die Symbolik einzelner Traumbilder machen, sind aus Synesios’ Sicht von geringem Wert. Nach seiner Meinung ist es prinzipiell unmöglich, eine Traumwissenschaft mit Anspruch auf Allgemeingültigkeit zu begründen, denn die Deutung der Traumbilder ist individuell und von den jeweiligen Verhältnissen der Seele abhängig; sie kann nicht verallgemeinert werden. Daher muss jeder seine eigene, nur für ihn gültige Traumdeutungskunst erschaffen. Dies geschieht durch Beobachtung der eigenen Träume und Erforschung ihrer Gesetzmäßigkeiten und ihrer Zusammenhänge mit den Tagesereignissen. Zu diesem Zweck soll man ein Traumtagebuch führen.

### Über das Geschenk
Der kurze Traktat Pros Paiónion perí tou dṓrou (An Paionios über das Geschenk, kurz Über das Geschenk, lateinisch De dono) zählt zu den frühen Werken des Synesios. Der Philosoph verfasste diese Schrift während seines Aufenthalts in Konstantinopel als Begleitschreiben zu einem kostbaren Geschenk für den einflussreichen Politiker und Offizier Paionios. Obwohl es sich eigentlich um einen Brief an Paionios handelt, ist der Text nicht in der Briefsammlung überliefert, sondern gilt als Abhandlung. Das Geschenk, das darin beschrieben wird, war ein silbernes Planisphärium, ein Instrument zur Darstellung der Gestirnbewegungen, das Synesios von einem Silberschmied hatte anfertigen lassen. Dabei stützte er sich auf die astronomischen Kenntnisse, die er in den Studienjahren bei Hypatia erworben hatte. Mit dem Geschenk wollte er sich die Gunst des Paionios, den er vor kurzem kennengelernt hatte, sichern. Er lobte ihn als eine Persönlichkeit, die fähig sei, das platonische Ideal einer Verbindung von Weisheitsliebe mit politischer und militärischer Machtausübung zu verwirklichen. Der Traktat enthält zwei Epigramme, die an dem Planisphärium angebracht waren; eines davon hatte Synesios selbst gedichtet.
Die Beschreibung des Geräts im Traktat des Synesios zeigt, dass sein Verständnis der Funktionsweise eines Planisphäriums sehr mangelhaft war. Offenbar war ihm eine einschlägige Abhandlung unbekannt, in der Hypatias Vater, der Astronom Theon von Alexandria, die Konstruktion und Anwendung solcher Instrumente erörterte. Die Frage, warum er trotz seines Studiums bei Hypatia nicht über den Kenntnisstand Theons verfügte, wird in der Forschung unterschiedlich beantwortet. Möglicherweise war Theon damals noch am Leben und verfasste seine Schrift erst nach Synesios’ Weggang aus Alexandria. Es kann aber auch sein, dass mangelnde astronomische Begabung des Synesios als Erklärung für seine Inkompetenz ausreicht.

### DasLob der Glatze
Das Phalakrás enkṓmion (Lob der Glatze, lateinisch Calvitii encomium) ist eine humoristische Stilübung, mit der Synesios sein literarisches Können und seinen Witz zeigte. Er antwortete damit auf eine Rede des Dion Chrysostomos mit dem Titel Lob des Haupthaars. Den Anlass bot der Umstand, dass er schon früh von Haarausfall betroffen war und darunter stark litt, da er mit seiner Glatze weiblichen Schönheitserwartungen nicht entsprach. In diesem Zusammenhang wies er darauf hin, dass männliche Schönheit nicht nur für die erotische Attraktivität ausschlaggebend sei. Sie sei den Frauen so wichtig, dass sie sogar das Ausmaß der Mutterliebe beeinflusse. So habe die Perserkönigin Parysatis ihren jüngeren Sohn Kyros gegenüber dem älteren, dem regierenden Großkönig Artaxerxes II., bevorzugt, weil Kyros schöner gewesen sei. Die Vorliebe der Parysatis für Kyros hatte bei der Rivalität der Brüder, die zu einem Bürgerkrieg führte, eine Rolle gespielt und der Überlieferung zufolge einen wichtigen politischen Faktor dargestellt. Zusätzlichen Kummer bereitete Synesios die Rede Dions, in der die Wertschätzung des Haupthaars literarisch untermauert wurde, insbesondere mit Berufung auf die Autorität Homers. Um dem Urteil des berühmten Redners, den er auch selbst schätzte, entgegenzutreten, entschloss sich Synesios zu seiner Replik. Er trug eine Fülle scherzhafter Einfälle vor, um die Kahlheit in ein günstiges Licht zu rücken. Zugleich nutzte er diese Gelegenheit, seine Belesenheit zu demonstrieren.
Die Rede Dions, auf die Synesios Bezug nimmt und die er zitiert, ist nicht erhalten geblieben und wird sonst nirgends erwähnt. Daher ist in der Forschung der Verdacht geäußert worden, dass ein solches Werk in Wirklichkeit nie existiert habe. Es handle sich um eine freie Erfindung des Synesios, der die angebliche Rede fingiert habe, um einen literarischen Effekt zu erzielen. Diese Frage bleibt offen.

### Katastaseis
Unter der eigenartigen Bezeichnung katastáseis sind zwei Ansprachen überliefert, die Synesios im Jahr 411 hielt. Er sprach vor dem concilium provinciae, einer Versammlung von Delegierten der Städte seiner Heimatprovinz. Unter einer katástasis verstand man in der Rhetorik den Teil einer Rede, in dem der Redner bereits dargelegte Sachverhalte so interpretierte und in einen Zusammenhang stellte, wie es erforderlich war, damit sich das Publikum seiner Auffassung anschloss und mögliche Bedenken zerstreut wurden. Beide Ansprachen handeln von der Abwehr der Raubzüge, die Wüstennomaden in der Provinz unternahmen. Sie sind wertvolle Quellen für die regionale Militärgeschichte. In der ersten Ansprache rühmte Synesios einen Abwehrerfolg, beklagte aber die unzureichende Truppenstärke; in der zweiten, etwas später gehaltenen zeichnete er das düstere Bild einer verzweifelten militärischen Lage.

## Rezeption

### Mittelalter und Frühe Neuzeit

#### Byzantinisches Reich
Im Byzantinischen Reich gehörte Synesios zu den bekannten und geschätzten Autoren. Seine heidnisch klingenden Äußerungen und seine Ablehnung kirchlicher Dogmen galten als frühe Irrtümer; man nahm an, er habe später eine konsequente Hinwendung zum wahren Glauben vollzogen. Im späten 6. Jahrhundert lobte der Kirchengeschichtsschreiber Euagrios Scholastikos seine hohe Bildung und die kunstvolle Abfassung der Briefe. Er betonte die Rechtgläubigkeit des Synesios, der seinen Glaubenszweifel dank göttlicher Gnade überwunden habe. Euagrios’ jüngerer Zeitgenosse Johannes Moschos erzählte in seiner Geistlichen Wiese, einem der populärsten Werke der byzantinischen Literatur, eine von ihm selbst erfundene oder vielleicht damals schon verbreitete Legende, der zufolge der Kyreneer als Bischof einen paganen Philosophen von der Wahrheit der christlichen Lehre in strittigen kosmologischen und anthropologischen Fragen überzeugte und ihn dann taufte. Hier erscheint Synesios sogar als Heiliger, dessen Heiligkeit durch ein Wunder offenbart wird. Anerkennend urteilte im 9. Jahrhundert der Patriarch Photios von Konstantinopel, ein führender Literaturkritiker seiner Zeit. Er rühmte sowohl die Sprachkunst der Briefe als auch die Kraft und Dichte der darin geäußerten Gedanken. Allerdings missfiel ihm, dass sich in der Prosa eine Neigung zu einer allzu poetischen Ausdrucksweise zeige. In der Suda, einer byzantinischen Enzyklopädie des 10. Jahrhunderts, wurde auf die große Bewunderung, die den Briefen gezollt wurde, hingewiesen. Michael Psellos, ein renommierter Gelehrter des 11. Jahrhunderts, befasste sich mit dem Traumbuch und verteidigte es mit Empörung gegen Kritik, die damals an diesem Werk geübt wurde. Auch Johannes Italos, ein Schüler des Psellos, konsultierte das Traumbuch. Im frühen 14. Jahrhundert verfasste Nikephoros Kallistu Xanthopulos seine Kirchengeschichte, in der ein Kapitel von Synesios handelt, dessen herausragenden Rang als Schriftsteller Nikephoros würdigte. Der Kyreneer sei auch ein bedeutender Philosoph und sein Ruhm sei weltweit verbreitet. Neben diesen Urteilen ist auch die Anzahl der erhaltenen Handschriften der Briefsammlung – es sind mehr als 260 – ein Beleg für das außerordentliche Ansehen, das Synesios als Schriftsteller in der griechischsprachigen Welt genoss. Die ältesten dieser Handschriften stammen aus dem elften Jahrhundert, die meisten aus dem vierzehnten. Die Briefe galten als vorbildlich und wurden oft zitiert, nachgeahmt und mit Scholien erläutert.
Auch andere Werke des Kyreneers fanden – wenngleich in geringerem Ausmaß – Beachtung und Wertschätzung. Im 12. Jahrhundert widmete der Gelehrte Johannes Tzetzes dem Lob der Glatze einige Verse. Der Philosoph Theodoros Metochites († 1332) schätzte besonders den Dion. Ihm gefiel die Offenheit des Synesios, der sich nicht auf eine einzige philosophische Schulrichtung beschränkt habe, sondern aus allen Gewinn gezogen habe; er habe sich das Beste sowohl von Platon als auch von Aristoteles zu eigen gemacht. Metochites lobte das in den Schriften ausgebreitete umfassende Wissen, bemängelte aber sprachliche Eigenwilligkeiten, die zu Härten in der Ausdrucksweise geführt hätten; das sei typisch für Schriftsteller, die ihre Ausbildung in Ägypten erhalten hätten. Diesen stilistischen Aspekt erwähnte auch Metochites’ Schüler Nikephoros Gregoras, der im frühen 14. Jahrhundert einen Kommentar zum Traumbuch verfasste. Er äußerte sich voller Bewunderung über die Verbindung von Weisheit und sprachlicher Eleganz im Werk des antiken Autors. Allerdings sei darin auch Dunkelheit und Unschärfe; daher müsse man als Ausleger über gute Sachkenntnis und Einfühlung verfügen.
In Rhetorikhandbüchern der Palaiologenzeit wurde die Lektüre der Briefe empfohlen. Synesios galt als Muster eines Autors, der einen prunkvollen Stil gepflegt habe. In Lexika wurden ungewöhnliche Wörter und Wortverwendungen aus seinen Werken angeführt.
Unter der türkischen Herrschaft ab dem 15. Jahrhundert galt Synesios weiterhin als Klassiker und stilistisches Vorbild; man las in erster Linie die Briefe, die zur Schullektüre gehörten, aber auch die Königsrede fand starke Verbreitung. Übersetzungen ins Neugriechische wurden angefertigt.

#### West- und Mitteleuropa

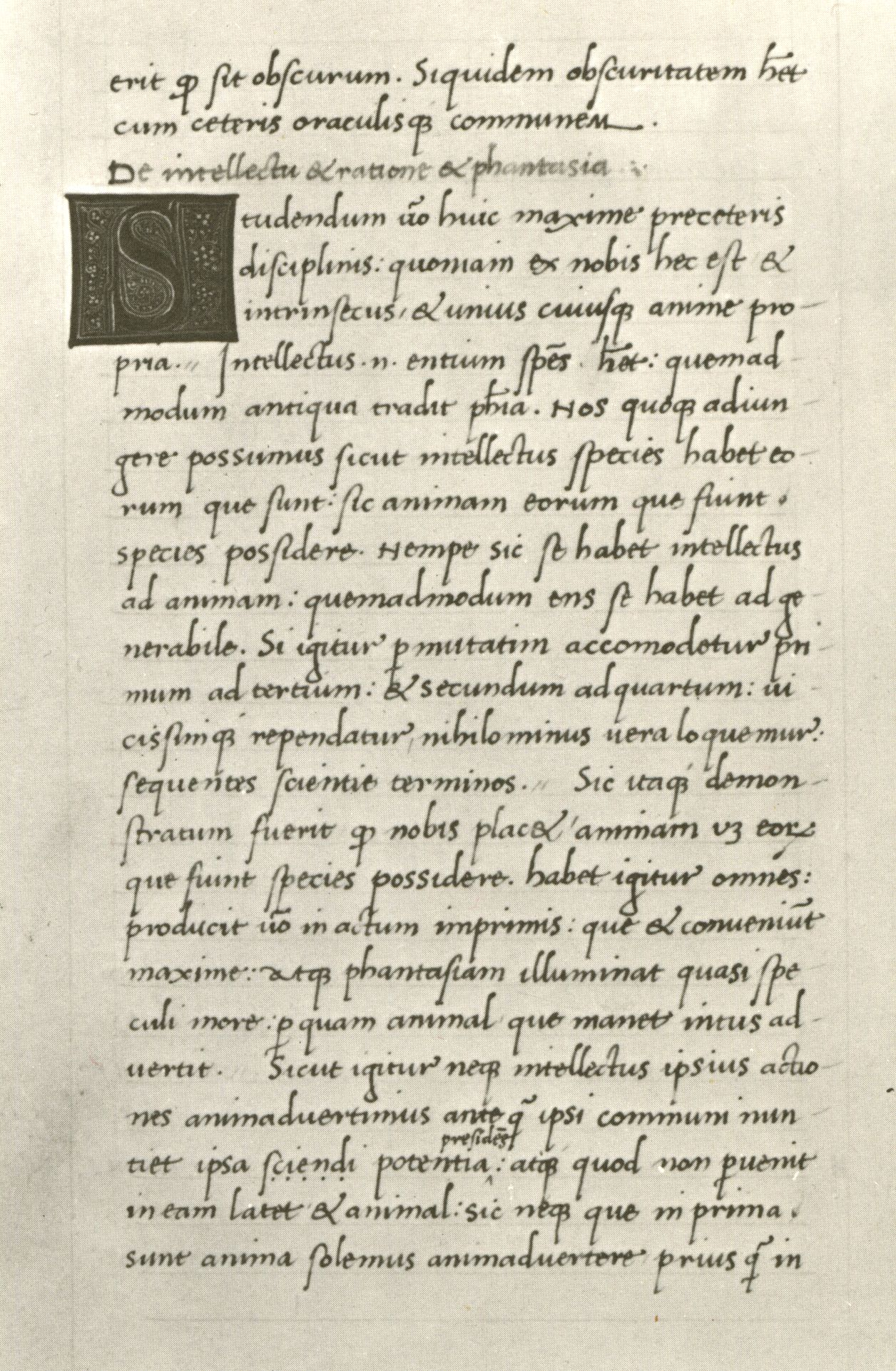
Eine Seite des Traumbuchs des Synesios in der lateinischen Übersetzung von Marsilio Ficino. Der 1484 geschriebene Codex stammt aus dem Besitz von König Matthias Corvinus. Wolfenbüttel, Herzog-August-Bibliothek, Cod. 2 Aug. 4°, fol. 5r.

Bei den lateinischsprachigen Gelehrten des Westens waren die Werke des Synesios im Mittelalter unbekannt. Erst in der Epoche des Renaissance-Humanismus wurden sie wiederentdeckt und durch Übersetzung ins Lateinische einer breiteren Bildungsschicht erschlossen. Der Engländer John Free (Joannes Phrea) vollendete 1461 seine lateinische Version des Lobs der Glatze, eine freie, fehlerhafte Wiedergabe des griechischen Originals. Er übertrug auch das Traumbuch für Papst Paul II. ins Lateinische. Am Ende des 15. Jahrhunderts setzte die Drucklegung der humanistischen Übersetzungen und die Editionstätigkeit ein. Den Anfang machte der Humanist Marsilio Ficino, dessen Übersetzung des Traumbuchs 1497 in Venedig bei Aldo Manuzio erschien. Es folgte die Erstausgabe des Originaltexts der Briefsammlung, die Markos Musuros 1499 als Aldine veröffentlichte. Beatus Rhenanus publizierte Frees lateinische Fassung des Lobs der Glatze 1515 in Basel unter dem Titel De laudibus calvitii und stattete sie mit Scholien aus. Er hatte keinen Zugang zu einer griechischen Handschrift und war sich über die Unzulänglichkeit des lateinischen Textes, auf den er angewiesen war, im Klaren; dennoch meinte er, das Werk dürfe der Öffentlichkeit nicht vorenthalten bleiben. Die erste Edition des Traumbuchs kam 1518 in Venedig heraus. Eine unvollständige Ausgabe der Werke ohne Übersetzung wurde 1553 in Paris gedruckt; der Herausgeber war Adrien Turnèbe. Eine von Janus Cornarius angefertigte lateinische Übersetzung der in der Ausgabe von 1553 enthaltenen Texte erschien 1560 in Basel. Die Werke, die bei Turnebus fehlen, darunter die Hymnen, edierte Willem Canter 1567. Schließlich publizierte Denis Pétau 1612 seine für die Folgezeit maßgebliche Gesamtausgabe; 1631, 1633 und 1640 erschienen Neuauflagen.
Einige Beachtung fand das Traumbuch. Heinrich Cornelius Agrippa von Nettesheim (1486–1535) berief sich darauf. Er schloss sich dem dort dargelegten Grundsatz an, wonach für die Traumsymbolik keine allgemeinen Regeln aufgestellt werden können und jede Traumdeutung strikt individuell sein muss. Der Humanist Girolamo Cardano (1501–1576), der eine Wissenschaft der Traumdeutung begründen wollte und auf diesem Gebiet originelle Ideen entwickelte, knüpfte ebenfalls an die Schrift des Synesios an. Er verfasste ein umfangreiches lateinisches Handbuch, in dem er die Thematik theoretisch und praktisch gründlich darstellte. Dabei diente ihm das Konzept des Traumbuchs als Ausgangsbasis, doch übernahm er das Prinzip einer ausschließlich individuellen Interpretation nicht, sondern hielt eine allgemeine Traumdeutungslehre für möglich. Cardano veröffentlichte sein Handbuch 1562, im folgenden Jahr erschien eine deutsche Übersetzung.
Ab dem späten 16. Jahrhundert gehörte Synesios zu den Autoren, deren Werke an den Jesuitenschulen im Grammatik- und im Rhetorikunterricht herangezogen wurden. Seine Aufnahme unter die Schulautoren im jesuitischen Bildungssystem trug wesentlich zu seiner Bekanntheit bei. Gelesen wurden Hymnen und Briefe.
Im Streit zwischen Jacques Bénigne Bossuet (1627–1704) und François Fénelon (1651–1715) um den Quietismus wurde die Bischofsweihe des Synesios als Präzedenzfall für die Weihe Fénelons thematisiert. Bossuet billigte die Entscheidung, den „großen Synesios“ trotz seiner heterodoxen Ansichten zu weihen; man habe auf seine Lernfähigkeit vertraut. Ebenso habe er, Bossuet, sich auf die Fähigkeit Fénelons, eigene Irrtümer zu korrigieren, verlassen, und daher habe er sich für dessen Weihe eingesetzt, obwohl ihm die irrigen Meinungen des künftigen Bischofs bereits bekannt gewesen seien. Dagegen wandte Fénelon ein, das Beispiel sei unpassend. Die Weihe des Synesios habe nur erfolgen können, weil man seine dogmatischen Vorbehalte nicht ernst genommen habe; man habe darin nur einen frommen Kunstgriff gesehen, mit dem er der Last des Amtes habe entgehen wollen.
Das Bild, das man sich in der Frühen Neuzeit von der religiösen Gesinnung des Synesios machte, entsprach im Prinzip der mittelalterlichen Sichtweise. Man glaubte, der Philosoph sei anfangs Heide gewesen und habe dann das Christentum schrittweise übernommen, seine religiöse Entwicklung sei durch die Hymnen dokumentiert. Dabei berief man sich auf den eindeutig christlichen „zehnten Hymnus“, der als Endpunkt der Hinwendung des Philosophen zur reinen christlichen Lehre galt. In Wirklichkeit ist der „zehnte Hymnus“ aber kein Werk des Synesios. Die Unechtheit dieses Gedichts wurde erst im 20. Jahrhundert nachgewiesen.
Denis Diderot ging um 1755/1760 im Artikel Jesus-Christ der Encyclopédie, einem der am meisten beachteten Artikel, auf die Erhebung des Synesios zum Bischof ein. Dabei zitierte er ausführlich den Brief 105, in dem der Philosoph – mit bezaubernder Naivität, wie der französische Enzyklopädist befand – seine Vorbehalte dargelegt hatte. Die Entscheidung des Patriarchen Theophilos, dem Platoniker trotz der gravierenden dogmatischen Meinungsverschiedenheiten das kirchliche Amt anzuvertrauen, beeindruckte Diderot und fand seinen Beifall. In ähnlichem Sinne äußerte sich Voltaire; er schrieb, Synesius sei ein Feind der christlichen Dogmen und dennoch der beste Bischof gewesen.
Edward Gibbon lobte Synesios als groß denkenden Patrioten, der die Sprache der Vernunft gesprochen und Abhilfe für die damaligen verheerenden Übelstände empfohlen habe. Mit Recht habe er die verhängnisvolle Abhängigkeit des Reichs von Söldnerheeren angeprangert. Allerdings habe er mit dem unrealistischen Idealismus seiner Königsrede die Begrenztheit der Handlungsmöglichkeiten in einem verkommenen Zeitalter nicht berücksichtigt. Gibbon wies auch auf die historische Bedeutung des eindrücklichen Sieges hin, den Synesios als Bischof über den Statthalter Andronikos errang. Im konkreten Fall hielt der britische Historiker diesen Ausgang des Konflikts für erfreulich, da Andronikos ein monströser Tyrann gewesen sei. Er gab aber die grundsätzliche Problematik des Vorgangs zu bedenken: Hier habe sich die Überlegenheit der geistlichen Macht über die weltliche dank der scharfen Waffe der Exkommunikation gezeigt. Damit sei der Erfolg des Kyreneers ein Vorspiel zu den Triumphen mittelalterlicher Päpste über das Königtum gewesen.

### Moderne

#### Altertumswissenschaft
In der modernen Forschung hat Synesios als Schriftsteller und als außergewöhnliche Persönlichkeit des spätantiken Kulturlebens viel Beachtung gefunden. Sein Leben und seine Gedankenwelt sind gründlich erforscht worden. Das Interesse der Altertumswissenschaftler richtet sich insbesondere auf seine eigenwillige Verbindung paganer und christlicher Konzepte und die Tolerierung dieser Haltung durch die Kirche in einer von zunehmender religiöser Unduldsamkeit geprägten Epoche. Auch seine politische Nostalgie und Zeitkritik sind Thema eingehender Untersuchungen.
Für die philologische Erschließung der Werke markiert das Erscheinen der zweibändigen kritischen Edition von Nicola Terzaghi in Rom 1939–1944 einen Meilenstein.
Die literarische Qualität der Werke, vor allem der Briefe, wird in modernen literarhistorischen Würdigungen meist als hoch eingeschätzt. Als Vorzüge werden Lebhaftigkeit, Frische, Unmittelbarkeit und Aufrichtigkeit hervorgehoben. Dennoch sind – vor allem im 19. und frühen 20. Jahrhundert – auch kritische Stimmen laut geworden, die insbesondere den Vorwurf einer gekünstelten Eleganz erhoben haben. Henriette Harich-Schwarzbauer meint, dass die Hymnen „zum Schönsten gehören, was die spätantike griechische Dichtung vorzuweisen hat“.
Wesentlich ungünstiger als die schriftstellerische wird gewöhnlich die philosophische Leistung beurteilt, während die menschliche Seite, die Persönlichkeit, mit Respekt beschrieben wird. Getadelt wird ein Mangel an Originalität der Gedanken, Anerkennung findet hingegen die Anwendung philosophischer Grundsätze auf die eigene Lebensführung, die sich in der gelungenen Charakterbildung zeige. Diese Einschätzung dominierte schon in den maßgeblichen Handbüchern des 19. und frühen 20. Jahrhunderts: Eduard Zeller vermisste neue, über die bekannten Grundzüge des Neuplatonismus hinausführende Ideen. Ulrich von Wilamowitz-Moellendorff befand, Synesios illustriere in seiner Rolle als Philosoph und Bischof „die Einheit der Kultur, freilich als Ausnahme, und eben als Letzter“. Er sei nicht spekulierender Philosoph geblieben, sondern habe tatkräftig Verantwortung übernommen. Wilamowitz nannte ihn einen „prächtigen Menschen“ mit „Herz und Kopf auf dem rechten Fleck“. Für Karl Praechter ist die Philosophie des Synesios „ein primitiver Neuplatonismus“. Keinesfalls habe er „die Bedeutung eines selbständigen philosophischen Denkers“, doch neben seiner „hochachtbaren Persönlichkeit“ verleihe seine religiöse Haltung seiner Gestalt Reiz. Georg Misch stellte 1950 in der dritten Auflage seiner Geschichte der Autobiographie fest, das „Sichdarstellen für die Welt“ sei für den Kyreneer ein „Genuß der eigenen Persönlichkeit“ gewesen. Er habe nicht zu den ringenden Naturen gezählt, „die die Ausgeglichenheit des Gemüts erst mit harten Wunden erkaufen mußten“; die Rätsel des Daseins hätten ihn nicht gequält. Daher fehle es seiner Selbstdarstellung an Tiefe. Antonio Garzya lobte 1973 „das klare kritische Bewußtsein und das eindringende Geschichtsverständnis“ des Synesios, der ein wahrer Humanist gewesen sei. Joseph Vogt betitelte eine 1985 veröffentlichte Sammlung seiner einschlägigen Aufsätze Begegnung mit Synesios und befand: „Seine Menschlichkeit ist so groß, daß sie jeden, der ihm begegnet, zur Entscheidung drängt.“ Günther Zuntz schrieb in seiner 2005 postum veröffentlichten Monographie über den philosophischen Hymnos, Synesios habe in seiner Person eine harmonische Verbindung von tätigem und beschaulichem Leben, „von einsamer philosophischer Vertiefung und öffentlichem Wirken, von literarischer Produktion und heldenhaftem Kampf auf verlorenem Posten“ verwirklicht.
Ein zentrales Thema der Forschung ist die Bestimmung der religiösen Position des Schriftstellers. Ein wesentlicher Unterschied zum Synesiosbild der Frühen Neuzeit und der älteren Forschung besteht darin, dass seine religiöse Weltanschauung in der neueren Forschung als schon früh gefestigt gilt. Die Vorstellung, er sei in seiner Jugend pagan gewesen und habe sich später dem Christentum zugewandt, hat sich als irrig erwiesen. Schon Wilamowitz konstatierte, dass Synesios „immer mehr Heide als Christ gewesen ist“. Die christlichen und die pagan-neuplatonischen Elemente seiner Religiosität werden in der Forschungsliteratur unterschiedlich gewichtet. Einer Deutungsrichtung zufolge sind die paganen Aspekte durchwegs maßgeblich, die christlichen sekundär und hauptsächlich politisch motiviert; andere Historiker meinen, dass er das Christentum, wie er es verstand, verinnerlichte. Nach jahrzehntelangen Debatten über die religiöse Position des christlichen Neuplatonikers und deren mögliche Entwicklung hat sich als Ergebnis herauskristallisiert, dass er in seiner persönlichen Spiritualität zwei verschiedenartige Weltdeutungsmodelle verschmolzen hat, ohne dies als Widerspruch wahrzunehmen. An diesem Synkretismus hielt Synesios stets fest. Dabei relativierte er den Wahrheitsgehalt der für ihn problematischen Glaubensannahmen so weit, wie es zum Zweck der Harmonisierung mit seinem Platonismus erforderlich war. Einen prinzipiellen Vorrang der Glaubenslehren aufgrund ihres Offenbarungscharakters akzeptierte er nicht.
Historiker beschäftigen sich mit der Frage nach dem Verhältnis zwischen den Klagen des Schriftstellers über die Dekadenz seiner Epoche und dem Bild der damaligen Realität in der Kyrenaika, das sich aus der Gesamtheit der Quellen einschließlich der archäologischen ergibt. In der älteren Forschung wurden meist die Angaben des Synesios und des Ammianus Marcellinus, die den Eindruck eines allgemeinen wirtschaftlichen, demographischen und militärischen Niedergangs vermitteln, im Wesentlichen übernommen. Die Debatten drehten sich um die Ursachen der Krise. Gegen diese Einschätzung der Verhältnisse im späten 4. und frühen 5. Jahrhundert wandte sich 1987 Denis Roques. Seine umfassende Analyse des Quellenbefunds führte zum Ergebnis, in den libyschen Provinzen und insbesondere in der Stadt Kyrene habe Prosperität und Stabilität geherrscht. Bei den gegenteiligen Aussagen zeitgenössischer Autoren handelt es sich nach Roques’ Urteil um rhetorische Übertreibungen oder um Bezugnahmen auf zeitlich und räumlich begrenzte Sondersituationen; die Klagen des Synesios über den Niedergang seiner Heimatstadt beziehen sich nicht auf eine Verschlechterung der wirtschaftlichen und politischen Lage, sondern auf einen Verfall des Geisteslebens. Roques’ Widerspruch gegen die Niedergangsvorstellung fand in der Fachwelt viel Anklang. Auf fundamentale Kritik stieß er jedoch bei Alan Cameron (1992) und Tassilo Schmitt (2001). Schmitt kritisierte die Fragestellung der Dekadenzdebatte als grundsätzlich verfehlt. Er machte geltend, der angenommene Niedergang sei „kein Phänomen, das sich durch Tatsachenfeststellungen bestätigen oder widerlegen ließe“. Man könne nicht die mutmaßliche Realität gegen die Darstellung des Synesios ausspielen, sondern müsse dessen Äußerungen „als Teil ebendieser Realität einordnen“.

#### Psychologie
Carl Gustav Jung sah in der Phantasielehre von Synesios’ Traumbuch einen Vorläufer seines eigenen Konzepts der schöpferischen Phantasie, nur habe sich der antike Denker nicht psychologisch, sondern metaphysisch ausgedrückt. Synesios habe erkannt, dass der „spiritus phantasticus“ (Phantasiegeist) gegensätzliche psychische Funktionen in sich vereine. Wenn sich das Individuum zu einem Gegensatzpaar so einstelle, dass es sich konsequent mit der einen Seite – etwa der Denkfunktion – identifiziere und die entgegengesetzte – in diesem Fall das Fühlen – gewaltsam verdränge, so stelle sich das Unbewusste auf die Seite der verdrängten Funktion und rebelliere. Dies habe gerade dem Neuplatoniker als Befürworter einer ausschließlichen Vergeistigung auffallen müssen. Das phantastische Element sei im Unbewussten mit den verdrängten Funktionen assoziiert. Durch eine solche Entwicklung werde das Individuum innerlich zerrissen, es entstehe „ein qualvolles Uneinssein“. Synesios habe diesen Zustand thematisiert und sei auch auf das Prinzip von dessen Behebung – die Aufhebung der Identifikation – eingegangen. Außerdem habe er erkannt, dass die Phantasie den Dämonen ihr Wesen verleihe, indem sie sich in die Triebnatur hinunterbegebe „bis zum Tierischen“. Besonders wertvoll sei sein Hinweis auf die imaginäre Natur der Dämonen. Die im Traumbuch behandelten Dämonen seien „psychologisch nichts anderes als Interferenzen des Unbewußten, d. h. Einbrüche spontaner Natur in die Kontinuität des bewußten Ablaufes von Seiten unbewußter Komplexe“.
Der Psychoanalytiker Erich Fromm schrieb, Synesios habe „uns eine der präzisesten und schönsten Darstellungen der Theorie hinterlassen, daß Träume auf eine erhöhte Fähigkeit zur Einsicht während des Schlafes zurückzuführen sind“.

#### Belletristik
Der Schriftsteller Charles Kingsley stellte in seinem 1853 in London erschienenen Roman Hypatia or New Foes with an Old Face, der 1858 erstmals in deutscher Übersetzung herauskam, Synesios in günstigem Licht dar; er schilderte ihn als vielfältig beschäftigten Landedelmann und tapferen Krieger. Kingsley soll dieser Gestalt sogar Züge seiner eigenen Person verliehen haben. Der Roman prägte für eine breitere Öffentlichkeit das Bild der darin auftretenden historischen Personen.
Stefan Andres schilderte in seinem 1971 postum veröffentlichten historischen Roman Die Versuchung des Synesios das Leben des Philosophen aus der Sicht von dessen Frau, die im Roman Prisca heißt. Sie hat sich nach dem Tod ihres Mannes in Alexandria niedergelassen. Dort hat sie auf das gemeinsam Erlebte Rückblick gehalten und es aufgezeichnet. Im Mittelpunkt der Ereignisse steht die Auseinandersetzung mit Andronikos und dessen Anhängerschaft. Synesios erscheint als standhafter Repräsentant einer humanen Gesinnung und philosophischen Weltsicht, die nicht an ein Bekenntnis gebunden ist. Mit der „Versuchung“ ist zum einen die Scheu vor der Verantwortung gemeint, die der Protagonist zu überwinden hat, bevor er die Bischofswürde annehmen kann. Zum anderen geht es um die Versuchung, mit Andronikos, der Verkörperung des Bösen, einen Kompromiss zu schließen. Die Figur des Titelhelden bietet in mancher Hinsicht ein Selbstporträt des Autors.

## Textausgaben und Übersetzungen
Gesamtausgaben mit Übersetzungen
- Synésios de Cyrène. Les Belles Lettres, Paris (kritische Edition mit französischer Übersetzung und Kommentar).
  - Band 1: Hymnes, 2. Auflage, hrsg. Christian Lacombrade, 2003, ISBN 978-2-251-00321-4.
  - Band 2: Correspondance. Lettres I–LXIII, hrsg. Antonio Garzya, Denis Roques, 2. Auflage, 2003, ISBN 978-2-251-00479-2.
  - Band 3: Correspondance. Lettres LXIV–CLVI, hrsg. Antonio Garzya, Denis Roques, 2. Auflage, 2003, ISBN 978-2-251-00479-2.
  - Band 4: Opuscules I, hrsg. Jacques Lamoureux, Noël Aujoulat, 2004, ISBN 978-2-251-00517-1.
  - Band 5: Opuscules II, hrsg. Jacques Lamoureux, Noël Aujoulat, 2008, ISBN 978-2-251-00547-8.
  - Band 6: Opuscules III, hrsg. Jacques Lamoureux, Noël Aujoulat, 2008, ISBN 978-2-251-00549-2.
- Antonio Garzya (Hrsg.): Opere di Sinesio di Cirene. Epistole, Operette, Inni. Unione Tipografico-Editrice Torinese, Torino 1989, ISBN 88-02-04205-5 (griechischer Text ohne kritischen Apparat, italienische Übersetzung).

Mehrere Werke
- Joseph Vogt: Begegnung mit Synesios, dem Philosophen, Priester und Feldherrn. Gesammelte Beiträge. Wissenschaftliche Buchgesellschaft, Darmstadt 1985, ISBN 3-534-02248-3 (enthält deutsche Übersetzungen von zwölf Briefen, der Abhandlung De dono und der Reden Katastasis I und Katastasis II).

Briefe
- Pietro Janni (Hrsg.): Sinesio: La mia fortunosa navigazione da Alessandria a Cirene (Epistola 4/5 Garzya). Olschki, Firenze 2003, ISBN 88-222-5187-3 (griechischer Text mit italienischer Übersetzung, Einleitung und Kommentar).
- Katharina Luchner u. a. (Hrsg.): Synesios von Kyrene. Polis – Freundschaft – Jenseitsstrafen. Briefe an und über Johannes (= SAPERE. Band 17). Mohr Siebeck, Tübingen 2010, ISBN 978-3-16-150654-3 (unkritische Ausgabe mit Einleitung, Übersetzung und interpretierenden Essays; PDF im Open Access).

Hymnen
- Joachim Gruber, Hans Strohm (Hrsg.): Synesios von Kyrene: Hymnen. Carl Winter, Heidelberg 1991, ISBN 3-533-04265-0 (kritische Ausgabe mit deutscher Übersetzung und Kommentar).

Ägyptische Erzählungen
- Martin Hose u. a. (Hrsg.): Synesios von Kyrene: Ägyptische Erzählungen oder Über die Vorsehung. Mohr Siebeck, Tübingen 2012, ISBN 978-3-16-152259-8 (unkritische Ausgabe mit Einleitung, Übersetzung und interpretierenden Essays; PDF im Open Access).

Dion
- Kurt Treu (Hrsg.): Synesios von Kyrene: Dion Chrysostomos oder Vom Leben nach seinem Vorbild. Akademie-Verlag, Berlin 1959 (kritische Ausgabe mit deutscher Übersetzung).

Traumbuch
- Wolfram Lang (Hrsg.): Das Traumbuch des Synesius von Kyrene. Übersetzung und Analyse der philosophischen Grundlagen. Mohr, Tübingen 1926.
- Donald Andrew Russell, Heinz-Günther Nesselrath (Hrsg.): On Prophecy, Dreams and Human Imagination. Synesius, De insomniis. Mohr Siebeck, Tübingen 2014, ISBN 978-3-16-152419-6 (griechischer Text weitgehend nach der Ausgabe von Nicola Terzaghi, Rom 1944, sowie englische Übersetzung und sechs Essays; PDF im Open Access).

Lob der Glatze
- Werner Golder (Hrsg.): Synesios von Kyrene – Lob der Kahlheit. 2. Auflage, Königshausen & Neumann, Würzburg 2007, ISBN 978-3-8260-3777-1 (kritische Edition mit Übersetzung; griechischer Text nach der Ausgabe von Nicola Terzaghi, Rom 1944).